# Geschiedenis van Duitsland
Dit artikel geeft een overzicht van de staatkundige geschiedenis van Duitsland, met name van de heersers en de gevoerde oorlogen en veldslagen.

## Prehistorie
De oudste gevonden menselijke resten in Duitsland zijn die van de Heidelbergmens, waarover betrekkelijk weinig bekend is. Dit betreft een uitgestorven mensensoort, die leefde tussen 500.000 en 200.000 jaar geleden.
Later in de prehistorie werd het gebied van het huidige Duitsland, tijdens de laatste tussenijstijd en de laatste ijstijd, bewoond door de neanderthalers, over wie veel meer bekend is. De neanderthalers vormen een zustersoort van de huidige, enige overgebleven mensensoort homo sapiens. Hun naam verwijst naar het Neanderthal in Noordrijn-Westfalen, de eerste vindplaats van resten van deze uitgestorven mensensoort. In het laatpaleolithicum vestigden zich op het huidige Duitse grondgebied de eerste vroege moderne mensen, en vervolgens, tijdens het neolithicum, de eerste landbouwers. 's Werelds oudste jachtwapens werden ontdekt in een kolenmijn in Schöningen, in de vorm van 380.000 jaar oude, houten speren.
In de duizend jaar voor het begin van de jaartelling vestigden zich vanuit Midden-Europa Keltische, en later vanuit  Scandinavië, Germaanse stammen. Deze laatsten  werden tijdens de Grote Volksverhuizing nog verder naar het zuiden en westen gedreven.

## Romeinse tijd

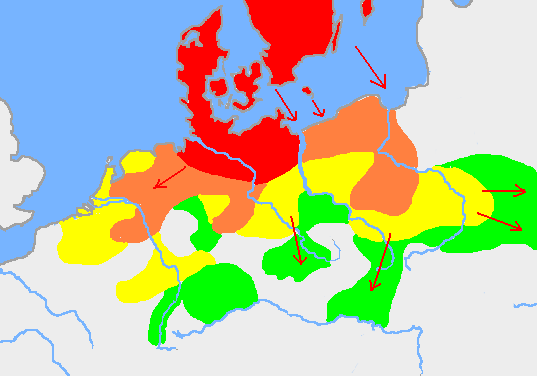
Germaanse bevolking in Europa van 750 v.Chr. tot 1 n.Chr.

Julius Caesar veroverde Gallië in de eerste eeuw voor Christus en maakte van de Rijn de grens van het Romeinse Rijk. Een poging van keizer Augustus om het veroverde Germaanse woongebied uit te breiden tot aan de Elbe mislukte. In het jaar 9 werden drie Romeinse legioenen, onder het commando van Varus, verslagen door de Germaanse aanvoerder Arminius in de slag bij het Teutoburgerwoud. Nog enkele pogingen onder Tiberius volgden maar Claudius, die bezig was met de verovering van Brittania, trok de legioenen omstreeks het jaar 40 definitief terug tot op de linkeroever van de Rijn. Vanaf dat moment was enkel het gebied ten westen van de Rijn en ten zuiden van de Donau (een stukje van het huidige Beieren) Romeins territorium.
Daarbuiten waren de Germaanse stammen onafhankelijk. De Romeinen pleegden intensieve handel met volken die ten oosten van de Rijn woonden en die door de Romeinen als barbaren werden beschouwd. De Rijn was als grens makkelijker te verdedigen dan een grens over land. Tijdens de Romeinse overheersing, die duurde tot 406 n.Chr., werden als voornaamste steden Keulen en Trier gesticht.
Regelmatig probeerden Germaanse stammen door de limes heen te breken. In 166 probeerden de Macromannen het Romeinse Rijk binnen te komen om zich daar te vestigen. In 213 en in 234 waren het de Alemannen, die werden tegengehouden door keizer Maximinus I Thrax. Vanaf 400 waren de Romeinen niet meer in staat de Germaanse stammen tegen te houden.

## Middeleeuwen

Evolutie van het Frankische Rijk

### Vroege middeleeuwen
Door de Grote Volksverhuizing kwam er een einde aan het West-Romeinse Rijk. Verschillende Germaanse stammen doorbraken de rijksgrenzen en vestigden zich binnen de grenzen van het rijk. Gedurende de derde en zevende eeuw bekeerden de meeste van deze Germaanse volkeren zich tot het christendom.
De Franken vormden het Frankische Rijk, dat gekerstend werd onder Clovis (481-511). De hoofdstad van het rijk was oorspronkelijk Doornik, later Soissons. Belangrijk was de overwinning van Clovis op de Romeinse generaal Syagrius, die het gebied rond Parijs beheerste, in 486.
Ook het zuidwestelijk deel van het huidige Duitsland maakte deel uit van het Frankische Rijk. Behalve Franken woonden hier verschillende andere Germaanse stammen zoals de Alemannen en de Beieren (Baiuvarii).
De opvolgers van Clovis, de Merovingen, breidden het rijk zowel in zuidelijke als in oostelijke richting uit.

#### Karolingische Rijk (751-843)

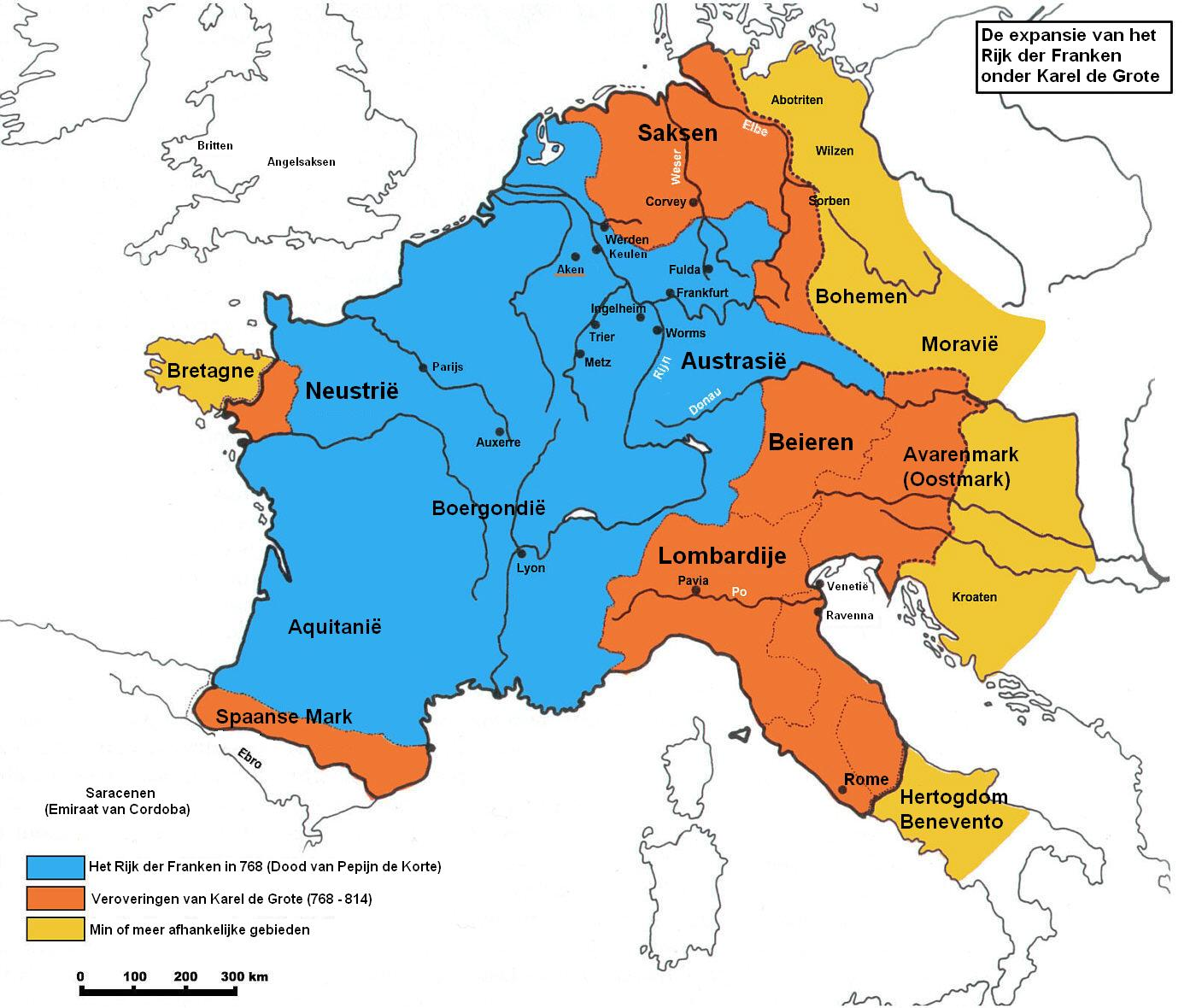
De expansie van het rijk der Franken onder Karel de Grote

In 751 werd de laatste Merovingische koning afgezet en werd Pepijn III tot koning gekozen. Deze greep naar de macht werd gelegitimeerd door een plechtige kerkelijke ceremonie, waarbij Pepijn gezalfd werd. Koning Pepijn en zijn opvolgers, de Karolingen, werkten nauw samen met de Kerk en de pausen. Het werk van Bonifatius is het vermelden waard.
De zoon en opvolger van Pepijn, Karel de Grote (768-814), was een uitgesproken oorlogszuchtig, maar ook bekwaam vorst. Hij breidde het Frankische Rijk aanzienlijk uit, zodat het, het huidige Frankrijk, de Lage Landen, Duitsland ten westen van de Elbe, Saksen, Beieren, de Oostmark, Zwitserland, Noord-Italië en het noorden van Spanje omvatte. In 800 werd Karel de Grote door de paus tot keizer gekroond. Aken was Karels belangrijkste residentie en de symbolische hoofdstad van het nieuwe keizerrijk.
Karels zoon, Lodewijk de Vrome (814-840), probeerde de eenheid van het Rijk te bewaren, daarom vaardigde hij tijdens zijn leven de Ordinatio Imperii uit, die zijn opvolging moest regelen. Er brak echter onenigheid uit tussen diens zonen. Na zijn dood brak er een opvolgingsstrijd uit, die werd beslecht door het Verdrag van Verdun.
Duitsland was in deze periode zeer dunbevolkt. Vermoedelijk werd ongeveer 2% van zijn oppervlakte als akkerland bewerkt. Het grootste deel van het land bestond uit uitgestrekte wouden en moerassen. Ten tijde van de Karolingen nam de bevolking licht toe; bossen werden gekapt of platgebrand om plaats te maken voor nieuwe nederzettingen.
De gebieden ten oosten van de Rijn en ten noorden van de Donau waren in veel opzichten minder ontwikkeld dan de landen die deel hadden uitgemaakt van het Romeinse Rijk. Er woonden minder mensen, steden waren er nauwelijks en ook het wegennet was er beduidend minder ontwikkeld. Belangrijke steden waren Metz, Regensburg, Keulen en Trier. Regensburg is de enige van die vier ten oosten van de Rijn. Chandler en Fox schatten de bevolking van de laatste drie steden op 15.000. Metz en Parijs waren beduidend groter.
Tijdens de hoge middeleeuwen ontstond er in de Duitse landen een monarchie die 'Duits' genoemd zou kunnen worden. Aan de eenheid van het Frankische Rijk kwam definitief een eind. Na een onzekere start ontwikkelde het koningschap zich onder drie opeenvolgende dynastieën, de Ottonen (919-1024), de Saliërs (1024-1125) en de Hohenstaufen (1132-1254), tot een factor van betekenis.

#### Dynastie Karolingen (843-911)
Het Verdrag van Verdun splitste het Rijk in drie, West-Francië, Midden-Francië en Oost-Francië. Het Middenrijk van de oudste zoon, Lotharius I (840-855), kreeg ook de keizerskroon. Terwijl het westen zich tot het latere Frankrijk ontwikkelde, ontstond in het oosten uiteindelijk het Heilige Roomse Rijk. Het woord 'Rooms' verwijst naar de pretentie van dit rijk de opvolger te zijn van het Romeinse Rijk.
Lodewijk de Duitser, een zoon van Lodewijk de Vrome, was van 840 tot 876 de eerste heerser over het Oost-Frankische Rijk.
Enkele gebieden in het westen van het huidige Duitsland hoorden tussen 843 en 870 bij Midden-Francië en worden dan, met het Verdrag van Meerssen, samen met andere delen van Midden-Francië zoals Friesland, Zwitserland en Noord-Italië, bij Oost-Francië gevoegd. Onder Karel III de Dikke werd het Karolingische Rijk voor de laatste maal herenigd. De Karolingen regeerden in het Oost-Frankische Rijk tot 911. Zij genoten slechts een beperkt gezag.

#### IJzeren eeuw
Na de dood van Karel (888) spatte het Karolingische Rijk uit elkaar; het centraal gezag verdween. Lokale leenmannen, de zogenaamde gouwgraven, in feite ambtelijke bestuurders en officieel de vertegenwoordigers van de keizer, zagen hun kans schoon en gingen het gezag in eigen naam uitoefenen. Ze vormden hun graafschappen en hertogdommen om tot kleine privévorstendommen en waren nog slechts in naam afhankelijk van de keizer. De vele lokale leenmannen hielden zich ten slotte hoofdzakelijk bezig met het vergroten van hun persoonlijke macht ten koste van hun buren. Er was sprake van een bijna-permanente burgeroorlog. Ook werd het rijk voortdurend bedreigd door buitenlandse invallers: Vikingen in het noorden en de Magyaren in het oosten.
Tegelijkertijd groeide de macht van de vier zogenaamde stamhertogdommen: Saksen in het noorden, Franken in het gebied rond de Main, Zwaben en Beieren in het zuiden.
Gedurende de middeleeuwen - en ook nog in de eeuwen daarna - werden de Duitse landen gedomineerd door een militaire aristocratie. Tijdens de Karolingen had het politieke bestel zich volgens feodale patronen ontwikkeld.

#### Koenraad I (911-918)
Koenraad I, hertog van Franken, is de eerst verkozen koning van Duitsland (911) door de andere stamhertogen. Hij probeerde zoals zijn voorgangers het gezag te centraliseren. Hij was echter niet tegen de andere hertogen opgewassen. Enkele veldtochten tegen buitenlandse vijanden liepen op een mislukking uit; deze mislukkingen ondermijnden het algeheel aanzien van de monarchie.
Aan de eenheid van het Frankische Rijk kwam definitief een eind. Na een onzekere start ontwikkelde het koningschap zich onder drie opeenvolgende dynastieën, de Ottonen (919-1024), de Saliërs (1024-1125) en de Hohenstaufen (1132-1254), tot een factor van betekenis.

#### Dynastie Ottonen (919-1024)

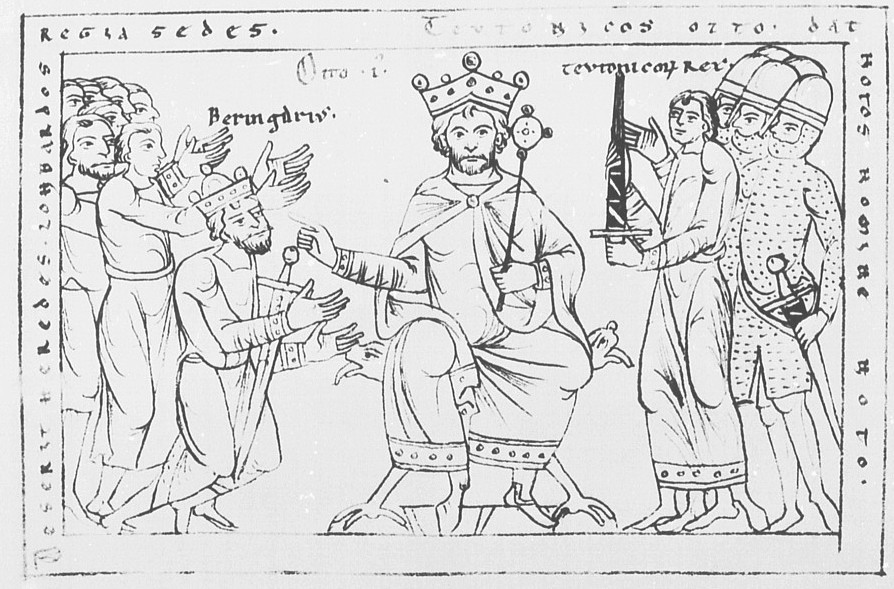
Otto I de Grote verslaat Berengarius II van Italië.

Na de dood van Koenraad I van Franken werd Hendrik de Vogelaar, de hertog van Saksen, in 919 tot koning gekozen. Hij bleek een energiek heerser.
Voor het eerst werd de naam 'koninkrijk der Duitsers', regnum Teutonicorum, gebruikt om het oostelijke Frankische rijk aan te duiden. Zwaben en Beieren erkenden Hendrik aanvankelijk niet als koning; in 919 hadden Beierse en Oost-Frankische edelen Arnulf, hertog van Beieren, tot koning gekozen. Na enkele veldtochten dwong Hendrik de hertog van Zwaben trouw aan hem te zweren; in 921 gaf Arnulf zijn claim op het Duitse koningschap op. In 925 werd Giselbert, hertog van Lotharingen, verslagen; het hertogdom zou voortaan deel uitmaken van het Duitse Rijk.
In 924 vielen de Magyaren vanuit Hongarije het rijk binnen en zag Hendrik zich gedwongen een negenjarig bestand (924-933) af te kopen in ruil voor zware oorlogsschattingen en de vrijlating van een Magyaars stamhoofd. Hij onderwierp ook enkele West-Slavische stammen.
Hendrik de Vogelaar verdeelde zijn rijk niet onder zijn kinderen, zoals het bij de Franken de gewoonte was, maar stelde zijn oudste zoon Otto I de Grote (936-973) aan als enige opvolger. Otto werd te Aken, in de paltskerk van Karel de Grote, tot koning gekroond. Hij probeerde het koninklijk gezag te versterken door nauw samen te werken met de Kerk. Hij schonk vele bezittingen en de daaruit voortvloeiende inkomsten aan bisschoppen en abten. In deze vorstendommen oefenden de geestelijken zowel het wereldlijk als het geestelijk gezag uit. Van de bisschoppen en abten werd als tegenprestatie militaire bijstand verwacht. Geestelijken mochten niet trouwen; na hun dood kwamen de goederen opnieuw aan de kroon. Bovendien had de koning grote invloed op de benoeming van bisschoppen en andere geestelijken. Aldus ontstond in zekere zin een nationale kerk.
In 955 behaalde Otto I een grote overwinning op de Magyaren in de slag op het Lechveld bij Augsburg. De overwinning had verstrekkende gevolgen: er kwam een einde aan de plundertochten van de Magyaren. Zij gingen over tot een sedentaire levenswijze en bekeerden zich tot het christendom. De Oostmark werd een deel van Beieren. Ook versloeg Otto de Slaven bij de Elbe en de Oder.
In de nieuwe marken werden de Polaben en andere West-Slavische stammen onderworpen; door een vestigingspolitiek van Duitsers, Vlamingen en Fransen werden deze dunbevolkte gebieden gekerstend en de Slaven (vaak Wenden genoemd) geassimileerd.
Door zijn huwelijk met Adelheid van Italië verkreeg hij de kroon van Lombardije. In 962 werd Otto I als eerste niet-Karolingische Duitse koning tot keizer gekroond. Dat betekende het officiële begin van het Roomse keizerrijk.

### Hoge middeleeuwen: Heilige Roomse Rijk
In 973 werd Otto I opgevolgd door zijn zoon Otto II. Otto II kwam al vlug in conflict met de kerk in verband met het door zijn vader ingevoerde rijkskerkenstelsel. De opvolgingsstrijd rond het Hertogdom Beieren zou leiden tot het ontstaan van het markgraafschap Oostenrijk en de opkomst van de dynastie van de Babenbergers.
Otto III was slechts 22 jaar toen hij stierf. Zijn regeerperiode verliep hoofdzakelijk via de macht van de kerk. Hij stelde twee pausen aan en zette veel in om Polen en Hongarije te kerstenen. De opstandige situatie in Rome, slorpte veel energie op. Hij stierf ongehuwd in januari 1002 in Italië.
Zijn opvolger keizer Hendrik II de Heilige zette het beleid van zijn voorganger verder. Zijn huwelijk was kinderloos en zo was Hendrik de laatste keizer van de dynastie van de Ottonen.

#### Dynastie Saliërs (1024-1125)
In de elfde eeuw leefden er naar schatting zo'n 5 à 6 miljoen mensen in de Duitse landen. De meeste mensen woonden in kleine dorpen of gehuchten, omgeven door akkers. De huizen waren doorgaans niet meer dan eenvoudige hutten. Ook in deze periode was een groot deel van Duitsland bosgebied.
Het grootste deel van de bevolking leefde in behoeftige omstandigheden. De gemiddelde levensverwachting bedroeg nauwelijks meer dan 30 jaar. De kindersterfte was zeer hoog. Slechts een minderheid van de bevolking bereikte de leeftijd van veertig jaar. Ziekte, honger, dood en geweld waren een periodiek terugkerend verschijnsel. Ondanks de kerstening behielden pre-christelijke elementen hun invloed; geloof in boze geesten, amuletten en magie waren wijdverbreid.
In de elfde eeuw werd de Duitse politiek mede beheerst door een conflict tussen de aristocratie en de achterleenmannen (vavassores), die in de regel van geboorte onvrij waren. Deze nieuwe sociale laag wordt doorgaans 'ministerialen' genoemd. Hun lenen waren niet erfelijk.
In 1037 werd de "Constitutio de feudis" uitgevaardigd. Voortaan waren kleine lenen erfelijk. Er ontstond een klasse van ridders.
De Duitse aristocratie was een bijna-ondoordringbare kaste. Deze groep besteedde veel tijd en energie aan langdurige onderlinge conflicten om macht en status, die veten worden genoemd. Van hen afhankelijke boeren werden met enige regelmaat gedwongen om krijgsdienst te verrichten.

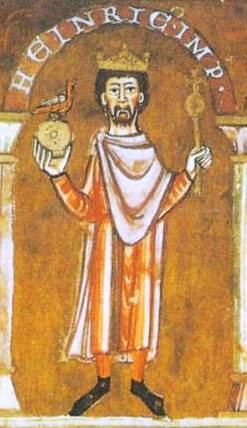
Keizer Hendrik IV

Toen Hendrik II in 1024 stierf, werd de Saliër Koenraad II verkozen tot koning. In 1032 verwierf hij het koninkrijk Bourgondië. Hendrik III (1039-1056) was een bekwaam heerser. Opstandige edelen wist hij te bedwingen door de steun van trouwe en bekwame bisschoppen en ministerialen. Ook met de pausverkiezingen hield hij zich actief bezig, getuige de Synode van Sutri in 1046.
Hendrik IV (1056-1106) was nog een kind toen hij tot koning werd gekroond. Tijdens zijn regententijd slaagde Paus Nicolaas II erin de procedure van de pausverkiezingen te wijzigen. Eenmaal aan de macht had Hendrik IV de greep op de kerk verloren. Enerzijds bemoeide de paus zich met de Saksische oorlogen (waardoor het koninklijk gezag werd ondermijnd), anderzijds was de benoeming van een bisschop van Milaan door Hendrik IV de druppel die de emmer deed overlopen. De Dictatus papae van 1075 door paus Gregorius VII (1073-1085) wordt aanzien als het begin van de Investituurstrijd
De koning riep een samenkomst van bisschoppen bijeen, waarbij Gregorius VII werd afgezet. In antwoord daarop excommuniceerde Gregorius de koning en zijn medestanders. Dit bracht Hendrik in een moeilijke positie, omdat een aantal Duitse bisschoppen zich tegen hem keerden en sommige vorsten hetzelfde dreigden te doen. Hierop ondernam Hendrik een boetetocht naar Canossa (1077), waar de paus op dat ogenblik verbleef bij Mathilde, markgravin van Toscane.
Enkele jaren later wakkerde de strijd opnieuw op, waarbij de pausen Duitse tegenkoningen benoemden (Rudolf van Zwaben, Herman van Salm). Hendrik IV dreef de keuze van een tegenpaus door, Clemens III (1084-1100), die hem in 1084 tot keizer zou kronen.
Hij werd in 1105 afgezet door zijn zoon Hendrik V, de laatste Saliër, die in 1122 met het Concordaat van Worms een compromis met de kerk sloot.

#### Lotharius III (1125-1137)
Na de dood van Hendrik V moest er een nieuwe koning gekozen worden. Lotharius van Supplinburg was troonpretendent van Opper-Lotharingen en erfde in 1106 Saksen, en werd in 1125 verrassend tot Rooms koning gekozen.
Hij kwam hierdoor wel in conflict met de Hohenstaufen rond het hertogdom Zwaben, maar zijn positie als koning kwam hierbij niet in gevaar. In 1133 werd hij in Rome tot keizer gekroond.

#### Dynastie Hohenstaufen
De twaalfde en dertiende eeuw waren een periode van expansie en economische groei. Het landbouwareaal werd uitgebreid. Dit werd mede mogelijk gemaakt door het drieslagstelsel en de door een paard voortgetrokken ploeg. Meer mensen leefden in dorpen in plaats van in afgelegen gehuchten.
Ook de handel nam toe. De betekenis van gemunt geld nam ook toe, evenals dat van (vaak joodse) leningen.

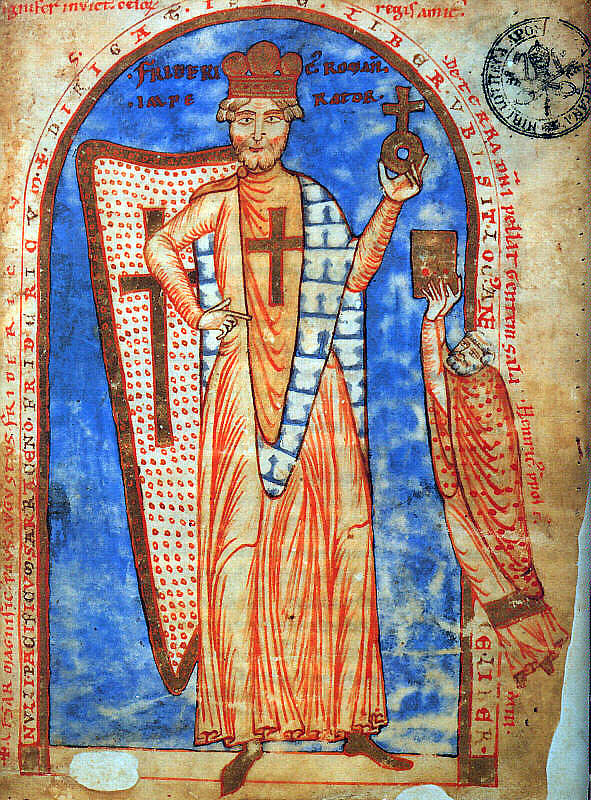
Keizer Frederik I Barbarossa

Gedurende de tweede helft van de twaalfde eeuw werd Duitsland verscheurd door het conflict tussen de Welfen en de Hohenstaufen. De Hohenstaufen beheersten Zwaben, de Welfen Saksen en later ook Beieren. De stamhertogdommen werden geleidelijk aan vervangen door kleinere politieke eenheden.
Het Heilige Roomse Rijk werd vanaf 1138 geregeerd door de Hohenstaufen-dynastie.
Na Lotharius' dood (1137) werd Koenraad III (1138-1152) uit het huis Hohenstaufen keizer.
Hij werd in 1152 opgevolgd door zijn neef Frederik I Barbarossa. Frederik Barbarossa noemde als eerste het Rijk 'Heilig'. Barbarossa verstevigde de eenheid van zijn land door de plaatselijke hertogen te verbieden hun onderlinge vetes uit te vechten. Nieuwe steden werden gesticht, zowel door de keizer als door de plaatselijke hertogen. Dit gebeurde vooral om de bevolkingsexplosie op te vangen, maar ook om de economische kracht van het rijk op strategische plaatsen te concentreren. Voorbeelden van deze steden zijn Freiburg en München.
Frederik Barbarossa kwam in conflict met paus Alexander III (1159-1181), die bekendstond als keizerhater. Alexander kreeg hulp van de naar autonomie strevende Noord-Italiaanse steden, die in 1167 het Verbond van Lombardije hadden gesloten. Barbarossa, die eigenhandig tegenpausen had benoemd, kon zelfs met militaire middelen zijn doel, de onderwerping van de steden en een sterke keizerlijke afhankelijkheid van het Vaticaan, niet bereiken en werd genoodzaakt in 1177 bij de Vrede van Venetië Alexander III te erkennen. Kort daarop sloot hij tevens vrede met de Noord-Italiaanse steden uit het Verbond van Lombardije.
Ook was Frederik gedwongen vele concessies te doen aan de vorsten. Zijn neef, Hendrik de Leeuw uit het geslacht der Welfen, was zijn gevaarlijkste tegenstander. In 1180 werd de macht van Hendrik de Leeuw gebroken; zijn lenen werden verdeeld over een aantal kleinere vorsten, waarvan de bezittingen erfelijk waren.
Wel slaagde Barbarossa er in zijn op een na oudste zoon Hendrik VI te laten trouwen met Constanza, dochter van Rogier II van Sicilië (1130-1154). Hendrik VI (1190-1197) streefde naar opname van het Zuid-Italiaanse Noormannenrijk, waarin hij in 1194 na enkele tegenslagen slaagde. Hierdoor reikte het imperium van Hohenstaufen van de Noordzee en de Oostzee tot aan Sicilië. Wel brouilleerde hij zich met het pausdom vanwege zijn Italië-politiek.

#### Ghibellijnen versus Welfen
Na de dood van Hendrik in 1197 ontstond een tweestrijd om de troon tussen de Ghibellijn Filips van Zwaben en de Welf Otto IV van Brunswijk. Een deel van de vorsten in het rijk steunde Filips, het grootste deel koos echter Otto IV. Toen Filips in 1208 werd vermoord, werd Otto IV verdacht van moord. Om het goed te maken met paus Innocentius III beloofde Otto te trouwen met de dochter van Filips, Beatrix van Zwaben en groot territoriale toegift voor de Kerkelijke Staat. Voor al die beloftes kreeg Otto in 1209 de keizerlijke kroon. Eenmaal keizer, lapte Otto al zijn beloftes aan zijn laars. De tegenzet van de paus mocht er zijn. Otto werd geëxcommuniceerd en Innocentius, die voogd was van de zoon van Hendrik VI, Frederik II, kon de adel in Duitsland overtuigen Frederik tot koning te kronen, dit gebeurde in 1212. Frederik had al gauw het Staufische zuidwesten in handen en Otto IV werd gedwongen tot terugtrekking naar het noorden. Frederik II kreeg steun van koning Filips II van Frankrijk. Otto kreeg steun van zijn neef Jan zonder Land, koning van Engeland, en van Ferrand, graaf van Vlaanderen. Beide partijen troffen elkaar in de slag bij Bouvines (1214). Otto verloor en trad af.

#### Keizer Frederik II van Hohenstaufen en zonen
Was zijn relatie met de pausen Innocentius III (1198-1216) en Honorius III (1216-1227) goed, dan was zijn relatie met de pausen Gregorius IX (1227-1241) en Innocentius IV (1243-1254) dramatisch. Paus Gregorius IX excommuniceerde hem omdat hij niet op kruistocht wou gaan en paus Innocentius IV zette hem tijdens het Eerste Concilie van Lyon (1245) af.
In 1220 werd Frederik tot keizer gekroond en gaf hij Duitsland in beheer aan zijn zoon Hendrik VII, zodat hij zichzelf kon toeleggen op het bestuur van het Siciliaanse rijk. Teruggekeerd in Duitsland, waar zijn zoon Hendrik VII zich de woede op zijn hals had gehaald door tegen de landsvorsten te ageren, zag Frederik zich genoodzaakt hem af te zetten. Hij werd in 1232 gedwongen de rechten van de landsvorsten in een verdrag te erkennen. In deze Statutum in favorem principum, een verdrag dat leek op hetgeen hij in 1213 met de kerkelijke vorsten had gesloten, gaf hij diverse koninklijke rechten op.
Na de afzetting van Hendrik, kroonde Frederik II zijn op een na oudste zoon Koenraad IV (1237-1254) tot koning van Duitsland. Eerst werd hij als koning niet aanvaard omdat hij te jong was en na de afzetting van zijn vader in 1245, nam Hendrik Raspe IV zijn plaats in. Hendrik Raspe stierf al in 1247, zijn plaats werd ingenomen door Willem II van Holland.

#### Interregnum (1254-1273)
Na de dood van Koenraad IV en van de tegenkoning Willem van Holland werden in 1257 Richard van Cornwall en Alfons van Castilië verkozen. Deze periode van rivaliserende heersers staat bekend als het Interregnum en kwam in 1273 ten einde toen Rudolf I van Habsburg tot koning werd verkozen.

#### Oostkolonisatie
Lange tijd was de Elbe de oostgrens van het Duitse Rijk geweest. Ten oosten hiervan woonden Slavische volkeren. De Rijn en de Main lagen in het hart van het Duitse gebied. In de jaren tussen 1125 en 1346 veranderde dit: uitgestrekte gebieden ten oosten van de Elbe werden veroverd en gekoloniseerd; woeste gronden werden ontgonnen. Het politieke en economische centrum van Duitsland verplaatste zich naar het oosten.
De kolonisatie werd bevorderd door Hendrik de Leeuw, die vele voorrechten schonk aan de stad Lübeck, en Albrecht de Beer, markgraaf van Brandenburg. Pruisen werd veroverd door de ridders van de Duitse Orde. Het hoofdkwartier van de orde was de Mariënburg, een kasteel gelegen aan de rivier de Nogat.
De hertogen in Silezië en Pommeren hadden tegelijkertijd, evenals de Neumark voor het markgraafschaft Brandenburg, zeer talrijke Duitse boeren, handwerkers en handelslieden in hun dunbevolkte of onbevolkte gebieden binnen gehaald, waardoor deze regio's veelal geheel Duitstalig werden - de weinige oorspronkelijke West-Slavische bewoners werden geassimileerd (opgenomen in het Duitse volk), met uitzondering van de Sorben en Kasjoeben.

### Late middeleeuwen: Heilige Roomse Rijk vanaf 1273

#### Wisselende dynastieën

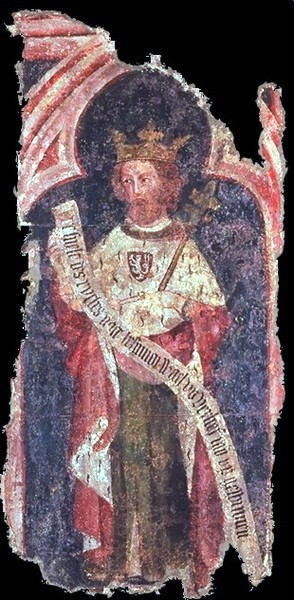
Keizer Karel IV.

Na de nederlaag van de Hohenstaufen begon het rijk op vele fronten terrein te verliezen. Het Heilige Roomse Rijk was een kieskoninkrijk geworden, hetgeen betekende dat de koning voortaan werd gekozen door zeven keurvorsten. Deze gaven er doorgaans de voorkeur aan het koningschap regelmatig van dynastie te laten wisselen. De eerste in deze reeks koningen was Rudolf van Habsburg (1273-1291). Evenals al zijn opvolgers streefde hij er in de eerste plaats naar zijn Hausmacht uit te breiden.
Na Rudolf kwam Adolf uit huis Nassau (1292-1298). Adolf werd vermoord door Albrecht van Habsburg, die op zijn beurt werd vermoord in 1308. Zijn opvolger Hendrik VII van Luxemburg is de eerste rooms-koning sinds 1245, die tot keizer werd gekroond (1312). Tussen 1314 en 1325 krijgen we een troonstrijd tussen Frederik de Schone en Lodewijk IV de Beier. Na de Slag bij Mühldorf, trok Frederik zich terug.
Het mislukken van de onderhandelingen tussen keizer Lodewijk IV (1314-1347) en de paus leidde in 1338 tot de verklaring van Rhense dat de zes keurvorsten gezamenlijk of met meerderheid de koninklijke titel en de regering over het keizerrijk konden overdragen zonder pauselijke toestemming.
Keizer Karel IV (1347-1378), tevens koning van Bohemen, probeerde het keizerlijk gezag te herstellen. Hij was een verstandig heerser en slaagde hier tot op zekere hoogte in.
De Gouden Bul van 1356 bepaalde dat de keizer in de toekomst door zeven keurvorsten diende te worden gekozen: de aartsbisschoppen van Mainz, Trier en Keulen, de koning van Bohemen, de paltsgraaf van de Palts, de hertog van Saksen en de markgraaf van Brandenburg.

#### Habsburgers
Vanuit het zuidoosten, het huidige Oostenrijk en Slovenië, breidden de Habsburgers vanaf 1438 tot 1526 en later geleidelijk hun gebied uit. Na het uitsterven van de Jagiellonen werden Bohemen en Moravië hieraan toegevoegd. Zij wisten de kroon van het Heilige Roomse Rijk met enige onderbrekingen tot 1806 te behouden.
Deze omstandigheden hadden tot gevolg dat Duitsland zich niet tot een gecentraliseerde staat ontwikkelde zoals Engeland en Frankrijk dat in deze periode wel deden.

#### Verstedelijking
In de dertiende eeuw was het aantal steden sterk toegenomen. Aan het eind van de eeuw waren er meer dan 3000 Duitse steden. De meeste daarvan waren relatief klein. Belangrijke steden waren: Keulen, Metz, Luik, Erfurt en Spiers. Keulen had als enige meer dan 50.000 inwoners.
Ook in de recentelijk gekoloniseerde gebieden ten oosten van de Elbe werden vele nieuwe steden gesticht, waaronder Riga. Desondanks bleef de urbanisatiegraad in het westen en zuiden van Duitsland aanzienlijk groter dan in het noorden en oosten.
Een zeer zelfstandige positie genoten de 'vrije rijkssteden' (Reichsstädte), die de jure alleen aan de keizer onderworpen waren.
Om hun belangen effectiever te kunnen verdedigen tegen de landsheren vormden vele steden zogenaamde stedenbonden. Voorbeelden hiervan zijn de Rijnstedenbond, gesticht in 1254, en de Zwabische Stedenbond, gesticht in 1376.

#### Economische ontwikkelingen
In de periode van 1315-17 werd Duitsland getroffen door een Grote hongersnood. Rond het midden van de veertiende eeuw werd het land geteisterd door de Zwarte Dood. Met name deze gebeurtenis leidde tot pogroms tegen Joden. Alle Joden in het Rijnland werden in deze periode ofwel vermoord ofwel verbannen; velen vluchtten naar Polen.
Na de rampen van de veertiende eeuw kwam de vroeg-moderne Europese samenleving langzaam tot stand als gevolg van economische, religieuze en politieke veranderingen. De zich ontwikkelende geldeconomie veroorzaakte ontevredenheid onder ridders en boeren. Geleidelijk ontstond vanuit het feodale systeem een proto-kapitalistisch systeem. Het opkomen van huurlegers en voetsoldaten ondermijnde het monopolie van de ridders op het gebruik van geweld.

## Vroegmoderne Tijd

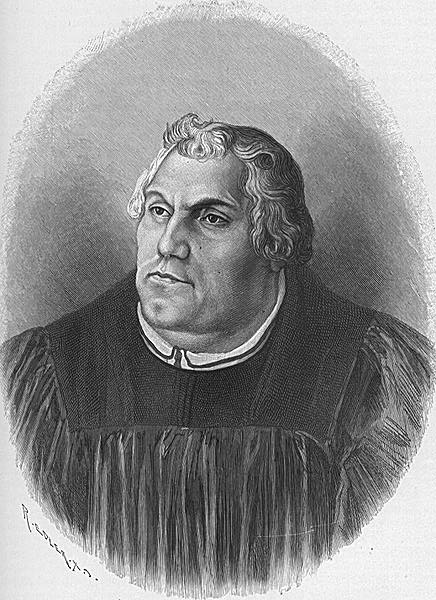
Maarten Luther

### Reformatie en contrareformatie
De Reformatie begon toen Luther in 1517 zijn 95 stellingen tegen de aflaathandel van de Rooms-Katholieke Kerk op de slotkapel van Wittenberg hamerde. Zijn leer werd in de jaren 1522-1526 in verschillende Duitse landen en steden ingevoerd. De protestanten streefden niet alleen religieuze, maar ook sociale hervormingen na, onder meer in reactie op de boerenoorlogen.
Na de secularisatie van veel protestants geworden kerkelijke vorstendommen zag keizer Karel V zijn invloed tanen, met name in Noord-Duitsland. In de Schmalkaldische Oorlog (1546-1547) versloeg hij wel het protestantse Schmalkaldisch Verbond en in 1555 werd de Godsdienstvrede van Augsburg gesloten.
Als reactie op de Reformatie werd ook in Duitsland de Contrareformatie ingezet. Naast de Inquisitie ter vervolging van "afvalligen", ontstonden er verschillende nieuwe ordes, waaronder die der jezuïeten. Keizer Maximiliaan II neigde naar het protestantisme, maar bekeerde zich om politieke redenen niet. De Contrareformatie verscherpte zich onder keizer Rudolf II en leidde ten slotte tot de Dertigjarige Oorlog (1618-1648).

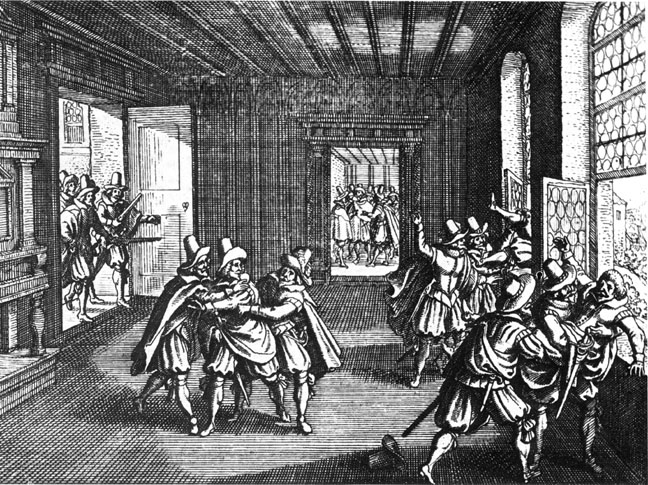
De Tweede Praagse Defenestratie (1618), de directe aanleiding voor de Dertigjarige Oorlog

### Dertigjarige Oorlog en de Vrede van Westfalen
De Dertigjarige Oorlog, aanvankelijk een godsdienststrijd, ontwikkelde zich al snel tot een Europese machtsstrijd tussen de Habsburgers, Frankrijk, Spanje en Zweden, waarbij bondgenootschappen ook wel over religieuze scheidslijnen heen gesloten werden. Deze oorlog werd grotendeels in Duitsland uitgevochten, waarbij grote delen van het land verwoest werden en de bevolking werd gehalveerd.
Aan de Dertigjarige Oorlog kwam ten slotte een einde met de Vrede van Westfalen (1648). Van zeer groot belang waren de politiek-religieuze bepalingen hierin, met name de gelijkberechtiging van katholicisme, lutheranisme en calvinisme. Een ander resultaat was dat de Verenigde Provinciën en Zwitserland niet langer deel uitmaakten van het Rijk. Duitsland bleef bovendien versnipperd in honderden vrijwel geheel soevereine staten en staatjes, die ook een eigen buitenlandbeleid voerden, met eigen legers en milities. Het keizerschap bleef een eerder symbolische titel, maar was sinds 1453 veelal verbonden met de feitelijke macht die de Habsburgers in hun eigen Oostenrijkse gebieden bezaten.

### Absolutisme
De verwoestingen van de Dertigjarige Oorlog leidden in de jaren die volgden tot een door de heersers geleide economische en sociale politiek. Verbonden met een mercantilistisch economisch beleid ontstonden absolutistische staten naar het model van Lodewijk XIV. Het schoolvoorbeeld van een dergelijke staat was het Brandenburg van de grote keurvorst Frederik Willem. Deze was vastbesloten zijn land geen tweede keer een voetveeg voor doortrekkende en plunderende legers te laten zijn, zoals in de Dertigjarige Oorlog, en richtte zijn beleid op het oprichten en onderhouden van een goed georganiseerd leger om het land te verdedigen. Zijn zoon Frederik III werd in 1701 als Frederik I koning in Pruisen. Door de opkomst van Pruisen ontstond het Oostenrijks-Pruisische dualisme dat de laatste fase van het Rijk inluidde.
Oostenrijk ontwikkelde zich na de zege op de Ottomanen (zie ook: beleg van Wenen) tot een Europese grote mogendheid. Het verkreeg na de Grote Turkse Oorlog Hongarije, Transsylvanië en delen van Slavonië en Kroatië (Vrede van Karlowitz, 1699) en na de Spaanse Successieoorlog de Spaanse Nederlanden, Milaan en Napels. Naast Oostenrijk en Pruisen verkregen nog twee rijksvorsten in deze periode de koningstitel: Frederik August I, keurvorst van Saksen, werd in 1697 als August II koning van Polen en George Lodewijk, keurvorst van Hannover, in 1714 van Groot-Brittannië.
Onder keizer Jozef I en keizer Karel VI consolideerde de keizerlijke macht zich weer enigszins. In de Poolse Successieoorlog (1733-1735) steunde de laatstgenoemde August II tegen de Franse kandidaat Stanislaus Leszczyński.

### Oostenrijkse Successieoorlog en Pruisische expansie

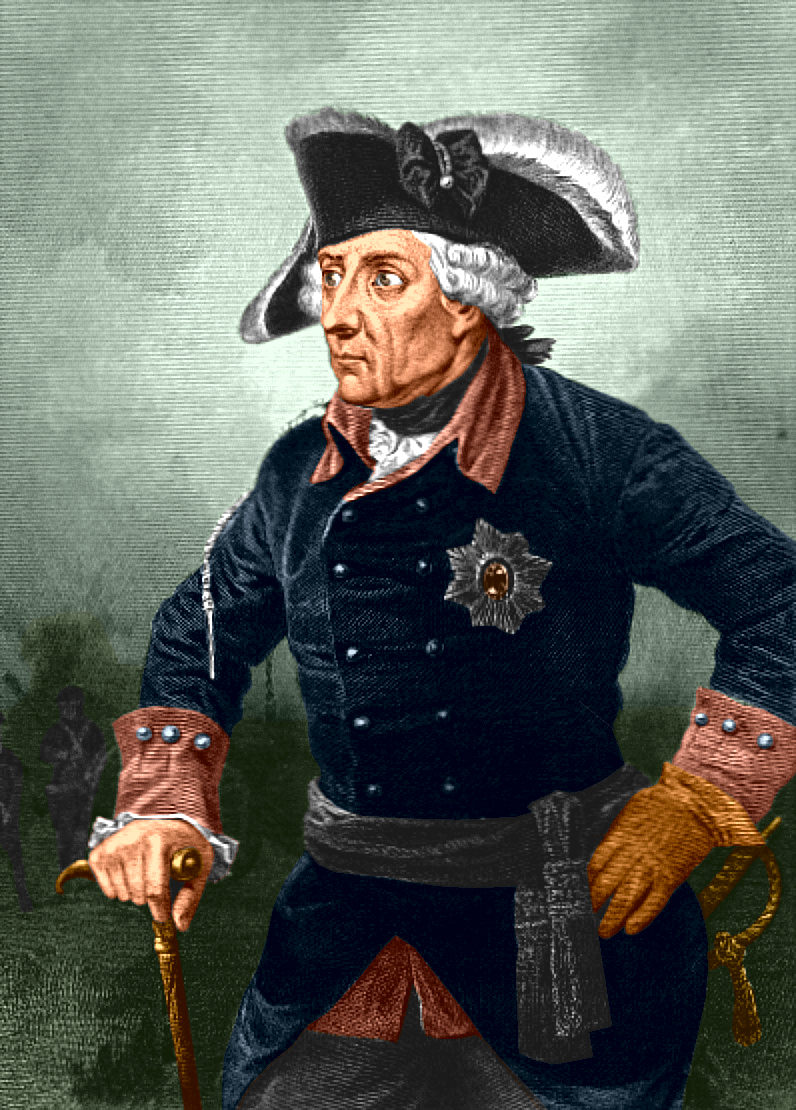
Frederik de Grote

Het feit dat Karel VI geen zoons naliet en zijn dochter Maria Theresia tot opvolgster had bestemd leidde tot de Oostenrijkse Successieoorlog (1740-1748). De Wittelsbacher Karel VII Albert, die Maria Theresia samen met Frederik de Grote van Pruisen bestreed, werd in 1742 tot keizer uitgeroepen. Frederik de Grote viel het Oostenrijkse kroonland Silezië binnen (zie ook: Silezische Oorlogen).
Na de dood van Karel VII (1745) zag het huis Wittelsbach van zijn aanspraken op de keizerstroon af. Karel werd opgevolgd door Maria Theresia's gemaal keizer Frans I Stefanus, waarmee de keizerskroon weer aan de Habsburgers kwam.
De Pruisische victorie in de Zevenjarige Oorlog (1756-1763), waardoor Pruisen het rijke Silezië kon behouden maakte dit land tot grootmacht. Het Pruisisch-Oostenrijkse dualisme kwam in de Beierse Successieoorlog (1778-1779) weer duidelijk naar voren, maar bij de Poolse Delingen (1772, 1793 en 1795) werkten beide landen samen om zich ten koste van Polen te kunnen uitbreiden.
Het geestesleven stond in de 18e eeuw sterk onder invloed van de Verlichting. In het kader van het verlicht absolutisme werden, onder meer in het Pruisen van Frederik de Grote en het Oostenrijk van keizer Jozef II, vele interne hervormingen doorgevoerd.

## Moderne Tijd

### Strijd tegen de Fransen (1789-1815)

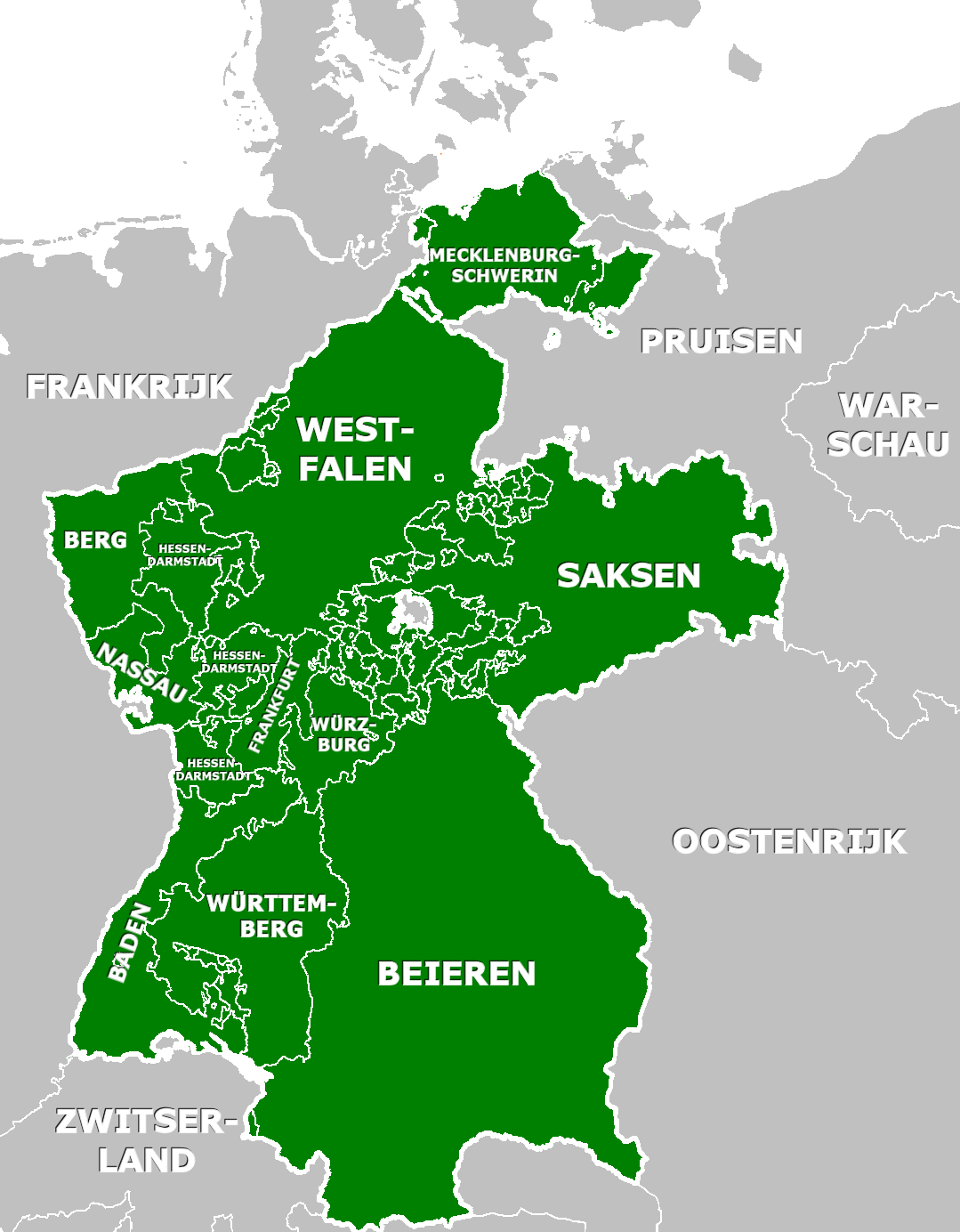
De Rijnbond in 1812

Na de Franse Revolutie legden keizer Leopold II en Frederik Willem II van Pruisen een verklaring af tegen de Franse Republiek om het monarchale principe te verdedigen. Na aanvankelijk succes werd deze coalitie echter in de verdediging gedrongen. Tot 1809 zouden nog vier Coalitieoorlogen volgen.
In 1799 nam Napoleon Bonaparte in Frankrijk de macht over. In 1801 (Vrede van Lunéville) kwamen alle Duitse gebieden op de linker Rijnoever aan dit land. Als schadeloosstelling voor de onteigende vorsten werden door de bepalingen van de Reichsdeputationshauptschluss (1803) de geestelijke staten geseculariseerd en vele kleine staatjes gemediatiseerd en onder de gegadigden verdeeld. Met name Baden, Beieren, Württemberg en Pruisen ontvingen hierbij aanzienlijke grondgebieden.
Napoleon breidde zijn invloed in Duitsland stelselmatig uit en toen in 1806 16 Duitse vorsten de Rijnbond stichtten, legde keizer Frans II onder druk van de Franse keizer de keizerskroon neer. Dit betekende het einde van het Heilige Roomse Rijk. Hij regeerde als Frans I verder als keizer van Oostenrijk, een titel die hij reeds in 1804 had aangenomen.
Het tot dan toe neutraal gebleven Pruisen van Frederik Willem III keerde zich kort hierop tegen Frankrijk, maar werd op 16 oktober 1806 in de Slag bij Jena en Auerstedt verslagen. Alleen op voorspraak van tsaar Alexander I bleef na de Vrede van Tilsit (1807) een gehalveerd Pruisen bestaan. De afgestane gebieden kwamen deels aan het napoleontische Koninkrijk Westfalen en het Hertogdom Warschau en werden deels onder de Rijnbondstaten verdeeld. Frankrijk annexeerde in 1810 een groot deel van Noordwest-Duitsland. Behalve Pruisen en Oostenrijk maakten alle resterende Duitse staten inmiddels deel uit van de door Napoleon beheerste Rijnbond.
Na Napoleons mislukte Russische veldtocht (1812) vormde Pruisen met Rusland, en later ook met Groot-Brittannië, Zweden en Oostenrijk, een alliantie tegen Frankrijk, dat in de Volkerenslag bij Leipzig (1813) beslissend verslagen werd. Napoleon werd in 1814 tot aftreden gedwongen, keerde Honderd Dagen terug en werd in de Slag bij Waterloo (1815) definitief verslagen.

### Van de Duitse Bond tot deReichsgründung(1815-1871)

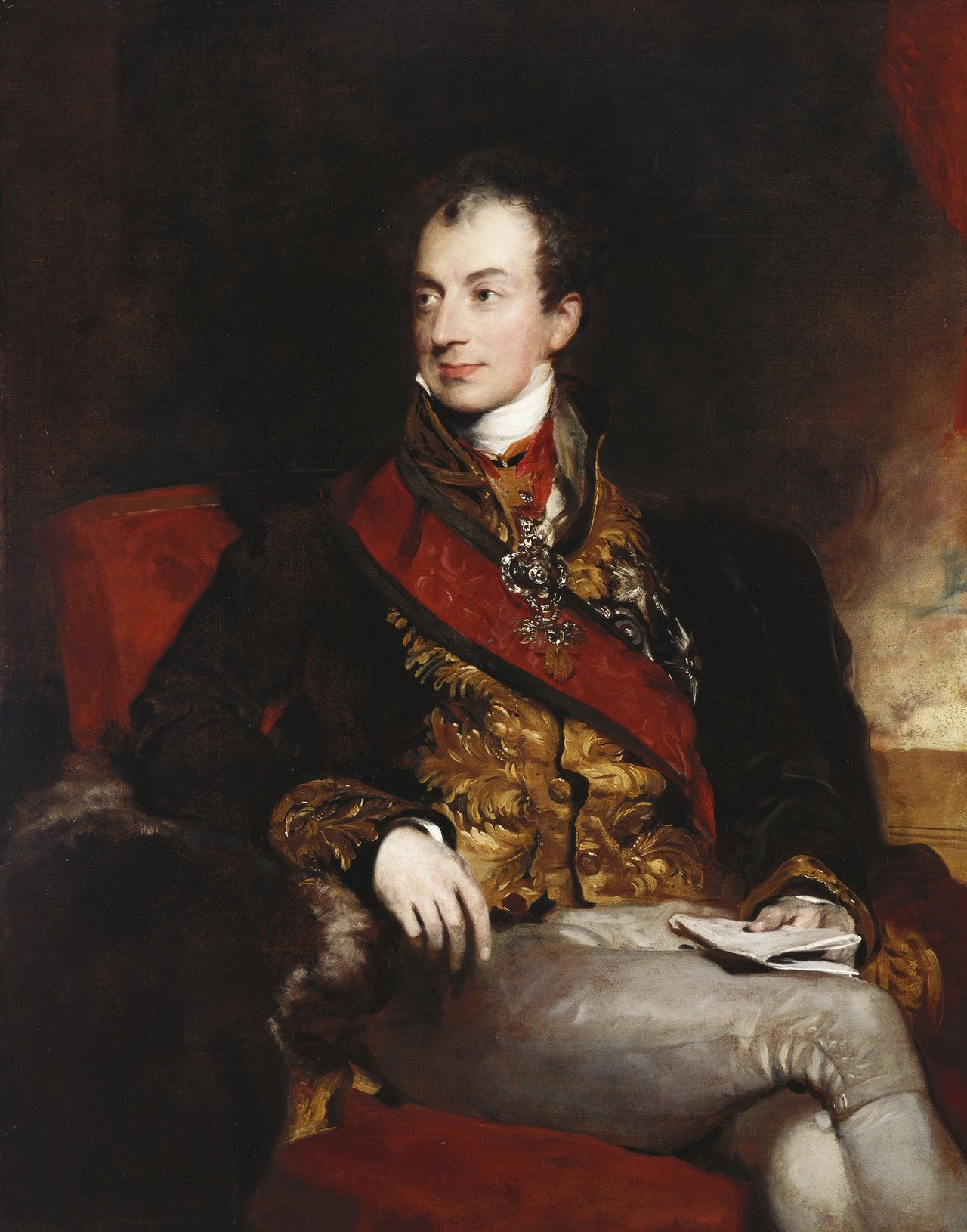
Klemens von Metternich

Het Congres van Wenen (1814/1815) onder leiding van de Oostenrijkse kanselier Klemens von Metternich stelde zich tot doel het oude politieke systeem te herstellen en een evenwicht tussen de grootmachten te creëren. De 39 resterende Duitse staten verenigden zich in de losse Duitse Bond, waarin Oostenrijk domineerde.
Metternich, een conservatieve aristocraat, trachtte de opkomende nationaal-liberale beweging (met name bij burgerij en studenten, zie Burschenschaft) met de besluiten van Karlsbad en de demagogenvervolging de kop in te drukken. Op initiatief van Pruisen kwam in 1834 de Zollverein tot stand, die samen met de Industriële revolutie voor een economische opleving zorgde.

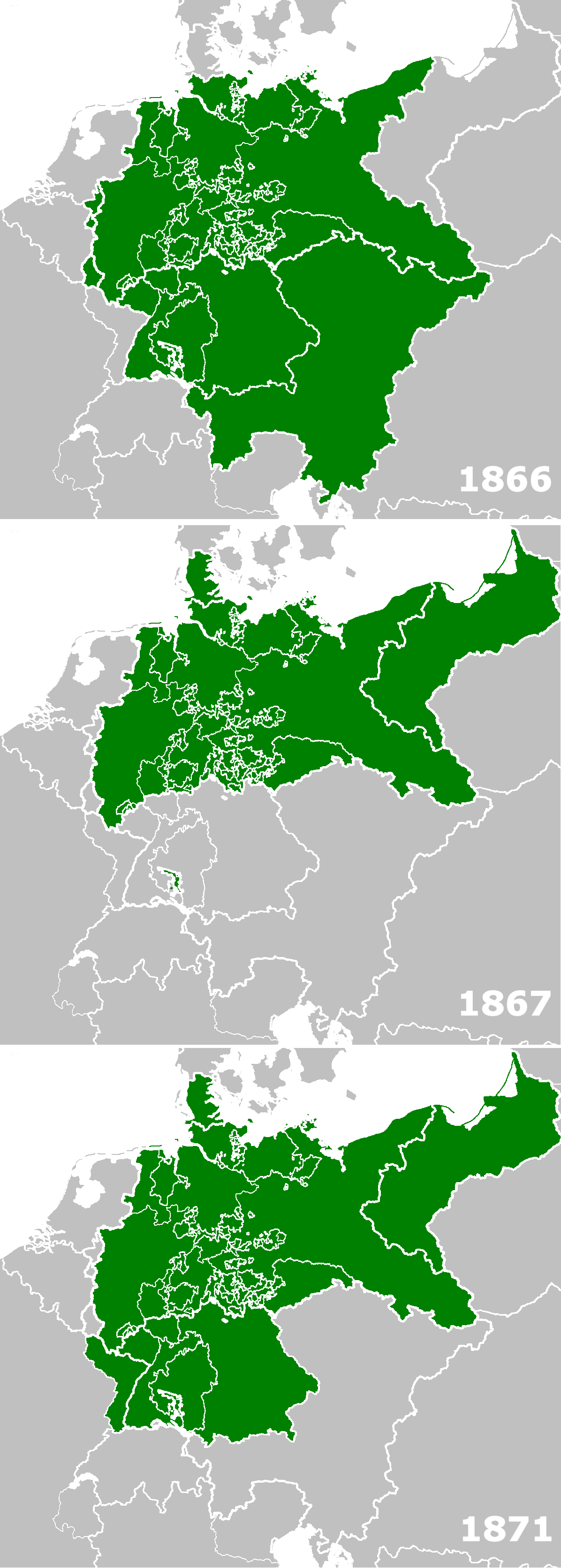
Op weg naar een verenigd Duitsland: de Duitse Bond (1815-1866), de Noord-Duitse Bond (1866-1871) en het Duitse Keizerrijk (1871-1918)

De Franse Februarirevolutie van 1848 leidde in Duitsland tot de Maartrevolutie, waarin het in veel Duitse staten tot oproer kwam. In Frankfurt kwam het vrij gekozen Frankfurter Parlement bijeen. Deze nationale vergadering stelde zich tot doel een nieuw Duits Rijk op liberale grondvesten te stichten. Op 18 mei trad een voorlopige regering onder de Reichsverweser aartshertog Johan aan. In 1849 kwam de grondwet, de Paulskirchenverfassung, gereed. Deze voorzag in een erfelijk keizerrijk met een Rijksdag als wetgevende macht en algemeen kiesrecht. Het feit dat de Pruisische koning Frederik Willem IV de keizerskroon niet uit handen van het volk wilde ontvangen bezegelde echter het lot van de liberale beweging. In 1850 werd de Duitse Bond in zijn oude vorm hersteld.
De spanningen binnen de Duitse Bond bleven echter voortduren. Pruisen, met sinds 1862 Otto von Bismarck als kanselier, breidde zijn invloed uit ten koste van Oostenrijk, dat na de Krimoorlog en de nederlagen in de Italiaanse Oorlog aan invloed inboette. De Sleeswijk-Holsteinse kwestie was in 1866 aanleiding voor de Pruisisch-Oostenrijkse Oorlog, die in feite om de hegemonie in Duitsland draaide. Deze broederstrijd resulteerde in een Pruisische overwinning, de opheffing van de Duitse Bond en de verdringing van Oostenrijk als machtsfactor: voortaan zou Pruisen bepalen wat er in de Duitse politiek gebeurde. Pruisen annexeerde de staten Hannover, Nassau, Hessen-Kassel en Frankfurt en stichtte de Noord-Duitse Bond.
Spanningen tussen Pruisen en Frankrijk leidden in 1870 tot de Frans-Duitse Oorlog, waarin ook de Zuid-Duitse staten meestreden. Na de Duitse overwinning, waarbij en passant Elzas en Lotharingen werden veroverd, werd op 18 januari 1871 te Versailles het Duitse Keizerrijk geproclameerd met Wilhelm I van Pruisen als Duits keizer. De annexatie van Elzas en Lotharingen veroorzaakte een blijvend ernstig territoriaal geschil tussen Duitsland en Frankrijk.

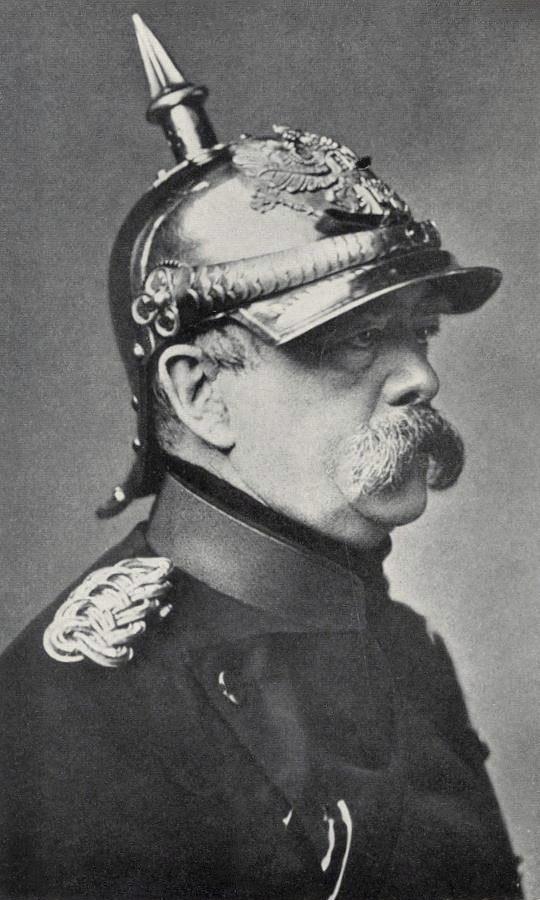
Otto von Bismarck

### Duitse Keizerrijk (1871-1918)
Het Duitse Keizerrijk, gedomineerd door Pruisen, was niet, zoals men in 1848 had gewild, een liberale constitutionele monarchie, maar autoritair, anti-liberaal en sterk militaristisch van gestalte. Het keizerrijk was een vorstenbond onder Pruisische leiding, maar waarbij de afzonderlijke staten op cultureel en bestuurlijk gebied een grote mate van soevereiniteit genoten. Met name aan het zelfbewuste Beieren waren concessies gedaan.
Rijkskanselier Bismarck trachtte allereerst in de zogenaamde Kulturkampf de katholieke invloed in het Rijk te beperken. Hierna nam hij de socialisten op de korrel, enerzijds door de repressieve Socialistenwet van 1878, anderzijds door de sociale zekerheid te vergroten en hun aldus de wind uit de zeilen te nemen: in 1883 werd een ziekteverzekering ingevoerd, in 1884 een ongevallenverzekering en in 1889 een pensioenverzekering.
Internationaal trachtte Bismarck het machtsevenwicht door een gecompliceerd stelsel van allianties te bewaren. Door verschillende bondgenootschappen lukte het hem erfvijand Frankrijk te isoleren. Na het Congres van Berlijn (1878), dat Duits-Russische spanningen tot gevolg had, sloot hij met Oostenrijk de Tweebond, die in 1882 door het toetreden van Italië tot Driebond werd. In 1887 kwam op Bismarcks aandringen het Herverzekeringsverdrag met Rusland tot stand, dat voor een periode van drie jaar wederzijdse neutraliteit in een eventuele Europese oorlog garandeerde.
Het Duitse keizerrijk verwierf de kolonies in Afrika van Togo, Duits-Kameroen, Duits-Zuidwest-Afrika (nu Namibië) en Duits-Oost-Afrika (nu Tanzania, Rwanda en Burundi), dat in oppervlakte bijna dubbel zo groot was als het moederland. In de Stille Oceaan bezat het Duits-Nieuw-Guinea. Toch was Duitslands koloniaal rijk bescheiden in vergelijking met het Britse of het Franse.

#### Wilhelminisme
Bismarcks invloed nam af na de troonsbestijging van de ambitieuze en conservatieve Wilhelm II, die in 1888 zijn vader, de "99-dagen-keizer" Frederik III was opgevolgd. In 1890 werd hij ontslagen. Wilhelm II verving Bismarcks gecompliceerde buitenlandbeleid door een "Nieuwe Koers". Deze onhandige buitenlandse politiek schiep spanningen tussen het Duitse Keizerrijk en zowel het Verenigd Koninkrijk als het Russische keizerrijk. Voor de Britten speelde mee dat Duitsland zich steeds meer ontwikkelde tot een maritieme en industriële rivaal. Men vreesde vooral de dumping van Duitse goederen op de Britse markt. Voor de Russen was de steen des aanstoots de Duitse steun aan Oostenrijk-Hongarije in de Balkan, waar de Dubbelmonarchie ook Slavische volkeren overheerste. Britten, Fransen en Russen begonnen een anti-Duits blok te vormen, de Triple Entente. Dat versterkte de gevoelens van achterstelling in Duitsland waar een steeds virulenter nationalisme, militarisme en expansionisme voor het land een hegemonie opeiste die overeenkwam met zijn positie als sterkste landmacht ter wereld. Alleen Oostenrijk-Hongarije bleef een trouw bondgenoot.

#### Eerste Wereldoorlog (1914-1918)

Weimar-Duitsland.

Na de moord op Frans Ferdinand van Oostenrijk vond Duitsland zich naast Oostenrijk-Hongarije en Italië in de Eerste Wereldoorlog tegenover de Triple Entente. Het enthousiasme voor de oorlog was aanvankelijk niet alleen in Duitsland groot, maar ook bij de andere deelnemende landen zoals Frankrijk (dat hoopte Elzas-Lotharingen terug te veroveren van Duitsland). De Duitsers wilden met de uitvoering van het Schlieffenplan Frankrijk snel verslaan waarna met Rusland zou worden afgerekend. Tegen kerstmis 1914 bleek dit plan mislukt en begon aan het westfront de loopgravenoorlog. Uiteindelijk bleek de prijs van de oorlog erg hoog, vanwege de voorheen ongekende verschrikkingen en massale slachtpartijen in de loopgraven. Bovendien bleef de overwinning uit: de generale staf had de weerstand van de tegenstanders onderschat en de eigen capaciteiten te hoog ingeschat. Ook stelden de geallieerden direct een blokkade van Duitsland in die al snel belangrijke tekorten veroorzaakte zoals te weinig voedsel voor de stedelijke bevolking en grondstoffen voor de industrie. De interne problemen die in alle Europese staten bestonden, vooral de sociale spanningen die werden opgeroepen door de grote armoede onder het proletariaat, kwamen in Duitsland daardoor in alle hevigheid aan de oppervlakte. De geloofwaardigheid van het bewind brokkelde af en een toenemend antimonarchistische stemming verspreidde zich door het land en in de Rijksdag begonnen de partijen te debatteren over een flinke inperking van de macht van de adel en keizer. In de grote steden werd het steeds onrustiger en vooral de socialisten en communisten kregen de wind in de zeilen.
In 1917 kon aan het oostelijke front, dankzij de ineenstorting van het Russische leger door de Russische Revolutie die een eind aan het tsaristische bewind maakte, nog een wapenstilstand met het nieuwe communistische bewind worden bedongen, die in maart 1918 tot de Vrede van Brest-Litovsk leidde. De legerleiding hoopte door de vrijgekomen troepen van het oostfront in het westen in te zetten hier alsnog een beslissende overwinning te behalen. Dit zogenaamde 'lenteoffensief', ook wel Kaiserschlacht genoemd, mislukte echter en kort hierop werd de toestand aan het westelijk front, waar de Amerikanen zich in de strijd hadden gemengd, uitzichtloos en dreigde op korte termijn de totale ineenstorting van het Duitse leger. De legerleiding, die gedurende de oorlog de feitelijke macht over Duitsland had overgenomen (zelfs keizer Wilhelm II had ten slotte niks meer in te brengen), besefte dat ze de strijd niet meer kon winnen en dat er onderhandeld moest worden met de geallieerden om de oorlog te beëindigen.

Dit leidde in september 1918 tot de benoeming tot rijkskanselier van de liberale prins Max van Baden, die men als de geschikte persoon zag om onderhandelingen met de geallieerden (inmiddels inclusief de Verenigde Staten) te voeren. Matrozenopstanden in Wilhelmshaven en Kiel leidden in november echter tot de Novemberrevolutie. Prins Max verklaarde Wilhelm II op 9 november voor afgezet maar aanvankelijk wilden veel meest conservatieve en middenpartijen nog geen complete afschaffing van de monarchie en zocht men nog naar een acceptabele verwant van Wilhelm als passende vervanging van de afgezette keizer. Friedrich Ebert werd voorlopig hoofd van de regering, maar tegen diens zin riep Philipp Scheidemann nog op diezelfde dag de republiek uit, overigens om de radicale socialisten en communisten voor te zijn, die bekend zou worden als de Weimarrepubliek. Keizer Wilhelm II week op 10 november uit naar Nederland en overleed in 1941 in zijn ballingsoord Huis Doorn.

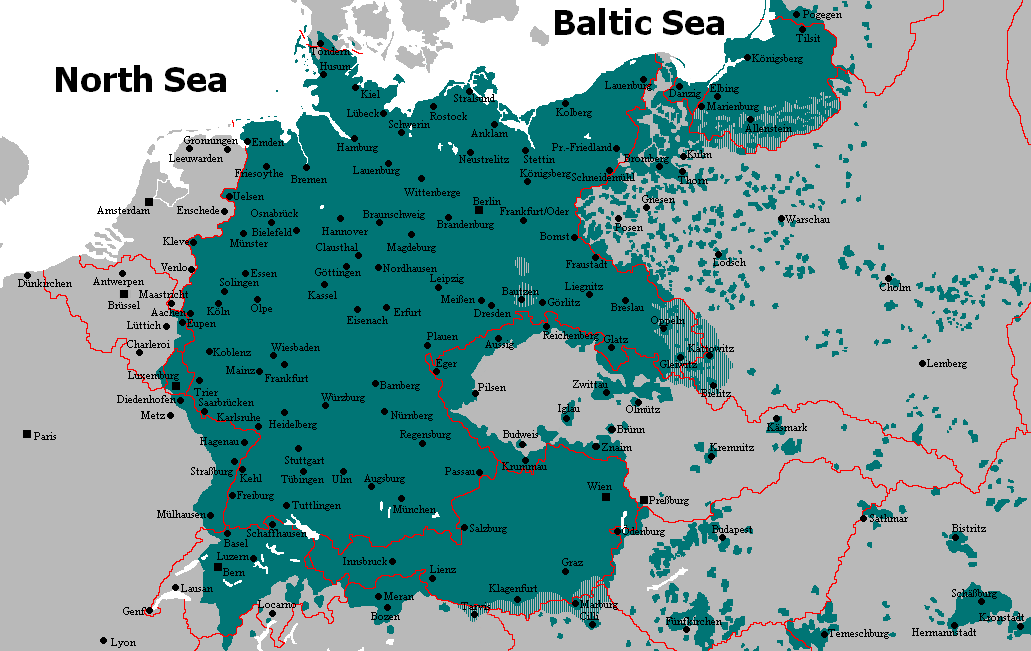
Duitse bevolking en Duits taalgebied in Centraal-Europa, 1910-1930.
Staatsgrenzen zoals op 1 januari 1931.

### Interbellum (1919-1939) en Tweede Wereldoorlog (1939-1945)

#### Weimarrepubliek
Friedrich Ebert was een gematigde socialist en zag aanvankelijk weinig in een republiek, maar vormde op 11 november 1918 toch een regering. Nog op de dag dat Scheidemann de republiek uit had geroepen riep Karl Liebknecht (zoon van de socialistische theoreticus Wilhelm Liebknecht) op de stoep van het Hohenzollern paleis in Berlijn de socialistische republiek uit. De nieuwe rijkskanselier Ebert trok zich hier weinig van aan en hij ging gewoon door met het vormen van zijn regering die de geschiedenis in zou gaan als de Rat der Volksbeauftragten (Raad van Volksafgevaardigden). Deze Rat bestond uit drie leden van de SPD en drie leden van de USPD (Onafhankelijke Sociaaldemocratische Partij). De leiding lag bij Ebert (SPD) en Hugo Haase (USPD). Pogingen van Ebert om de vorige kanselier Max von Baden te bewegen om voorlopig staatshoofd ('rijksregent') te worden, werden door de laatste afgewezen omdat hij niet met de onafhankelijke sociaaldemocraten wilde regeren. De Raad van Volksafgevaardigden kreeg zijn krediet van de 'Arbeiders en Soldatenraad' van Berlijn. De extreemlinkse socialisten van de Spartakusbund (Liebknecht en Rosa Luxemburg) weigerden de Raad te erkennen. Ebert schreef als voorzitter van de Raad van Volksafgevaardigden verkiezingen uit voor de Arbeiders en Soldatenraad die overtuigend werden gewonnen door de SPD. Hiermee bereikte Ebert een van zijn doelstellingen: het voorkomen van een socialistische republiek.
Toch was Ebert bevreesd dat de radicale elementen, zoals de Spartacusbond, de macht zouden grijpen en Duitsland zouden transformeren in een radenrepubliek zoals in 1917 in Rusland was gebeurd. Hij sloot daarom een pact met de, voorheen keizerlijke, legerleiding, de OHL, om een eventuele opstand te onderdrukken. Hoewel de rechtse legerleiding zeker niet op de hand van Ebert, een sociaaldemocraat, was, prefereerde ze een burgerlijke republiek boven een extreemlinkse radenrepubliek. Reeds op 23 november 1918 onderdrukte het leger in opdracht van Ebert een muiterij, waarna hij zich verzekerd voelde van haar steun.
In december fuseerden de linkervleugel van de USPD en de Spartacusbond tot de Communistische Partij van Duitsland (KPD). De KPD vond dat hervormingen te lang uitbleven en op 1 januari 1919 trachtte de KPD Berlijn te controleren. Ebert riep opnieuw het leger in om de opstand die ontstond, de kop in te drukken. Samen met het leger en de rechtse paramilitaire krachten, de zgn. vrijkorpsen werd deze Spartacusopstand onderdrukt. Honderden Spartakisten werden in de weken na de opstand geëxecuteerd. Ook de leiders van de opstand zoals Karl Liebknecht en Rosa Luxemburg werden hierbij gedood.
Op 19 januari 1919 werden er verkiezingen gehouden voor een grondwetgevende Nationale Vergadering in de Zuid-Duitse stad Weimar. De verkiezingen werden overtuigend gewonnen door de SPD en de burgerlijke partijen, de USPD en extreemlinks leden gevoelige nederlagen. De Nationale Vergadering kwam bijeen in het theater van Weimar, en niet in de Rijksdag in Berlijn, omdat het daar nog altijd te onrustig was. De afgevaardigden keurden een democratische grondwet goed en op 13 februari koos men Philipp Scheidemann tot opvolger van Ebert. Ebert werd op 11 augustus 1919 gekozen tot het eerste staatshoofd, geheten rijkspresident, van de nieuwe Duitse republiek.
Als rijkskanselier nam Scheidemann de moeilijke taak op zich om als hoofdonderhandelaar naar Versailles te gaan om daar deel te nemen aan de vredesbesprekingen. De Duitsers hadden echter geen enkele stem hierin en hadden de door de overwinnaars opgestelde voorwaarden maar te accepteren. Scheidemann en de Duitse delegatie werden bovendien geconfronteerd met extreem strenge voorwaarden: zo werd onder anderen de volledige schuld voor het uitbreken van de 'Grote oorlog' de Duitsers in de schoenen geschoven en wensten de overwinnaars daarom als schadevergoeding extreem grote herstelbetalingen van Duitsland. Ook moest naast inlevering van alle koloniën aan de overwinnaars eveneens een flink gedeelte van het eigen Europese grondgebied worden afgestaan aan vooral Frankrijk (Elzas-Lotharingen) en het heropgerichte Polen (Posen en West-Pruisen). Scheidemann en zijn mededelegatieleden weigerden hun handtekening te zetten onder deze voorwaarden en op 20 juni 1919 bood het kabinet zijn ontslag aan. Ebert benoemde daarop Gustav Bauer tot rijkskanselier en hij vormde een nieuw kabinet. Op 28 juni 1919 zette Hermann Müller, de Duitse minister van Buitenlandse Zaken zijn handtekening, weliswaar met tegenzin, toch maar onder het vredesverdrag omdat de geallieerden ermee dreigden om anders tot bezetting van heel Duitsland over te gaan. Het verdrag werd door de Duitse bevolking, met name bij rechts, gezien als een zware vernedering. Bij de rechtse militaristen en de conservatieven leefde de dolkstootlegende (de eigen links-socialistische regering had, door opdracht te geven de strijd te staken, aan het leger dat op het punt stond de overwinning te behalen de dolkstoot in de rug gegeven) en met name het feit dat het Duitse leger moest worden ingekrompen tot een troepenmacht van 100.000 man (de zgn. Reichswehr) werd als vreselijk ervaren.
Tijdens de eerste jaren van haar bestaan was de Weimarrepubliek een volwaardige democratie. Dit kwam mede door de gevormde coalities, die (voor het merendeel) bestonden uit de SPD, de katholieke Zentrumspartei, de links-liberale DDP en de nationaal-liberale (dit wil zeggen rechts-liberale) DVP. Ofschoon de antidemocratische partijen, waaronder de nazi-partij en de DNVP (Duits-Nationale Volkspartij) reeds vanaf het begin van de jaren twintig partijen van redelijke omvang waren, werden zij geweerd uit de coalities. Eerst in 1925 trad de DNVP toe tot de regering (de SDP maakte toen geen deel uit van het kabinet, dit was een van de eisen van de DNVP).
De grote armoede waarin de Weimarrepubliek sinds haar oprichting mee had te kampen deed extreemlinks en extreemrechts groeien. Beide ideologieën probeerden de macht te grijpen en de kwetsbare democratie te vervangen door een dictatuur. Op 13 maart 1919 pleegde de Pruisische ambtenaar Wolfgang Kapp samen met enkele militairen een staatsgreep. Kapp werd tot rijkskanselier van Duitsland en premier van Pruisen benoemd. Aanvankelijk probeerden Kapp en de zijnen rijkspresident Friedrich Ebert en rijkskanselier Gustav Bauer in Berlijn te arresteren, maar zij waren reeds uitgeweken. De Reichswehr, het verzwakte Duitse leger van de jonge republiek, deed niet mee aan de coup, maar greep ook niet in. Op 15 maart riepen de linkse partijen (SPD, USDP, KPD) een algemene staking uit en het gehele openbare leven lag plat. Op 17 maart vluchtte Kapp naar Zweden en werd de legitieme democratische regering hersteld.
De armoede hield aan en in 1923 was 1 Amerikaanse dollar 400 Duitse rijksmark waard. Door de ontstane hyperinflatie werd het voor Duitsland onmogelijk om zijn schulden af te betalen. Een Amerikaans plan bood uiteindelijk een oplossing: de Amerikanen leenden geld aan de Duitsers en de Duitsers konden hiermee hun economie opkrikken om weer geld te verkrijgen om de herstelbetalingen te voldoen. Van de herstelbetalingen losten de Fransen en Britten hun oorlogsschulden bij de Amerikanen af.
Te midden van deze roerige periode trachtte Hitler op 8 november 1923 de macht in München te grijpen en van daar de macht in Berlijn. De coup mislukte en Hitler werd gearresteerd. Hitler maakte van zijn proces één grote show. Uiteindelijk werd hij maar tot één jaar gevangenisstraf veroordeeld. Tijdens zijn straf, die hij uitzat in een comfortabele cel, schreef hij met Rudolf Hess, zijn medegevangene, het boek Mein Kampf ("Mijn Strijd").
Het economisch herstel dat in 1924 intrad gaf de burger weer moed. Tijdens de gouden jaren twintig trad Duitsland toe tot de Volkenbond. De hoogste klassen begonnen veel geld te verdienen en de decadentie nam toe. In Berlijn openden nachtclubs, danszalen en louche tenten. Dit was allemaal ter vermaak van de elite, die natuurlijk niet omkeek naar de middenklasse en arbeiders. Hoewel extreemlinks en -rechts zowat uit de Rijksdag waren verdwenen, bestreden zij de decadentie. Op die manier probeerden zij nu de aandacht te trekken. Volgens extreemrechts bevuilden Amerikaanse jazzmuziek en nachtclubs het Duitse ras. Extreemlinks wees eerder op de groeiende ongelijkheid en het verdwijnen van de democratische idealen.
Tijdens het economisch herstel en de toenemende welvaart overleed Friedrich Ebert, de eerste rijkspresident. Met steun van rechts werd veldmaarschalk Paul von Hindenburg, een held uit de Eerste Wereldoorlog, tot nieuwe rijkspresident gekozen. Von Hindenburg wilde als monarchist eigenlijk geen president worden, maar aanvaardde het ambt na een telegram van ex-keizer Wilhelm II. Gustav Stresemann, de Duitse minister van Buitenlandse Zaken tijdens het presidentschap van Hindenburg (1925 - 1934), zocht toenadering tot de westelijke landen. Charles Dawes stelde als voorzitter van een internationale commissie het Dawesplan, een betalingsregeling voor de Duitse herstelbetalingen, op. Premiers Ramsay MacDonald en Édouard Herriot stemden in met het Dawesplan, en ook Duitsland ging akkoord. In 1925 sloot Duitsland met Frankrijk, Groot-Brittannië en een aantal andere buurlanden het Verdrag van Locarno. De Belgische en Franse Roertroepen werden teruggetrokken en de nieuwe westelijke grenzen werden wederzijds gegarandeerd. Ook werd de weg vrijgemaakt voor een lidmaatschap van de Volkenbond, dat in 1926 zijn beslag zou krijgen.
In mei 1928 koos het Duitse volk duidelijk voor een vredespolitiek door de sociaaldemocraten een verkiezingsoverwinning te bezorgen terwijl Hitler maar 2,5 percent van de stemmen kreeg. Op 27 augustus 1928 tekende minister Stresemann in Parijs naast andere voornaamste mogendheden het Briand-Kelloggpact. Internationale geschillen moesten niet door middel van oorlog opgelost worden, maar door vreedzame middelen zoals arbitrage. De Weimarrepubliek handelde in deze zaak echter niet geheel te goeder trouw. Het was Duitsland verboden tanks te bezitten maar dat ontdook men door een geheime wapenontwikkeling in Zweden en de Sovjet-Unie.
In het voorjaar van 1929 kwam de Amerikaanse diplomaat Owen D. Young met het Young-plan. Het verzachtte de betalingen tot 114 miljard te voldoen over 59 jaar, gelijk aan ongeveer 3% van het BNP. De Duitsers hadden een veel grotere reductie verwacht. De Duitse Nationale Volkspartij stelde het zo voor alsof het Duitse volk nog steeds ondraaglijk belast werd en groeide sterk in populariteit. Een referendum (Volksentscheid) verwierp het plan met grote meerderheid maar was niet bindend. De Duitse regering aanvaardde het plan tijdens de Eerste Haagse Herstelconferentie en de Tweede Haagse Herstelconferentie van 1930, voornamelijk omdat ze nu het recht kreeg de herstelbetalingen twee jaar op te schorten. Het vooruitzicht daarop destabiliseerde al in de zomer van 1929 het hele internationale financiële systeem.

### Grote Depressie
De Beurscrash van 1929 deed de Amerikaanse economie instorten. De Amerikaanse banken eisten hun leningen in Europa op. Alom gingen regeringen over tot protectionisme, het belemmeren van import, waardoor de wereldhandel inzakte. De Grote Depressie was een feit. Duitsland werd zwaar getroffen. Het in maart 1930 aangetreden kabinet van Heinrich Brüning reageerde met strenge bezuinigingen, gecombineerd met plannen voor herbewapening door generaal Kurt von Schleicher. Bij verkiezingen in september 1930 won de NSDAP 18,5% van de stemmen. In juni 1931 schortte Brüning de herstelbetalingen op, wat leidde tot een internationale bankenrun. De werkloosheid steeg tussen 1929 en 1933 van twee naar zes miljoen, 30% van de beroepsbevolking. In 1932 werd Duitsland in de Conferentie van Lausanne van verdere herstelbetalingen ontheven, wat echter een onbelangrijk punt was geworden in het licht van de fundamentele crisis waarmee men zich geconfronteerd zag. De communisten ageerden voor de invoering van een planeconomie zodat van staatswege de stilliggende fabrieken weer aan het werk gezet konden worden. De middenklasse vreesde echter zo'n bolsjewistische machtsovername. Een alternatief was de NSDAP met haar mengsel van socialisme en nationalisme. Het aantal kiezers van de NSDAP groeide tot bijna veertien miljoen, 39,9% van de stemmen, bij de verkiezingen van juli 1932. Met de Sturmabteilung intimideerde men tegenstanders.
President Paul von Hindenburg weigerde echter Hitler als rijkskanselier te benoemen. Bij de verkiezingen van november 1932 verloren de nazi's aan aanhang. Kanselier Franz von Papen begon toen echter al een zeer autoritair bewind te voeren. In januari 1933 haalden von Papen en Alfred Hugenberg, de leider van de DNVP, Hindenburg over om Hitler tot rijkskanselier te benoemen in een kabinet, waar zij ook zitting in zouden hebben. Op 27 februari 1933 vond de Rijksdagbrand plaats, die door de nazi's aangegrepen werd om via een noodverordening (de Rijksdagbrandverordening) leden van de linkse partijen zonder vorm van proces te vervolgen en in concentratiekampen op te sluiten. Bij de Rijksdagverkiezing van 5 maart 1933 kreeg Hitlers partij 44% van de stemmen en die van Hugenberg 8%. Hitler had dus geen absolute meerderheid, maar hij liet door middel van vervolging van de linkse partijen en intimidatie van de overige partijen de Machtigingswet aannemen en kon hierop de macht overnemen. Hitler verbood alle partijen behalve de NSDAP zelf en liet geen vrije verkiezingen meer houden, het land in feite regerend als dictator.

#### Nazi-Duitsland tijdens het Interbellum (1933-1939)
In 1933 kwam Adolf Hitler in Duitsland aan de macht. Hij ontpopte zich tot de totale dictator. Politieke partijen werden ontbonden, arbeiders en boeren al hun rechten ontnomen, en het onderwijs werd onder staatscontrole gesteld. Joden kregen met discriminerende maatregelen te maken die in 1938 uiteindelijk uitmondden in de Reichskristallnacht. Onder leiding van Baldur von Schirach werd de Duitse jeugd in de Hitlerjugend en de Bund Deutscher Mädel grondig geïndoctrineerd. Censuur werd ingevoerd op kranten en radiozenders, en werd tot de kunst uitgebreid. Strafkampen werden gebouwd om hier eerst politieke tegenstanders, en later joden, homoseksuelen, "a-socialen", zigeuners, en andere ongewenste bevolkingsgroepen in op te sluiten. Euthanasieprogramma's op gehandicapten waren een voorproefje van wat nog zou volgen. Veel Joden en intellectuelen vluchtten het land uit, naar Engeland, Zweden of de Verenigde Staten. Hitler zette echter de Duitsers aan het werk met de bouw van Autobahnen en andere projecten. De groei van het leger en de wapenindustrie zorgde ervoor dat in 1939 Duitsland het enige Europese land was dat een arbeiderstekort had.

Buitenlands deed Hitler zich allereerst noodgedwongen voor als een vredesengel. De isolatie van Duitsland bleek eens te meer toen in 1934 door Oostenrijkse nazi's een mislukte poging tot Anschluss werd gedaan: heel Europa viel over Hitler heen, die geschrokken zijn handen van de zaak trok. Met herinvoering van de dienstplicht, uitbreiding van het leger en uittreden uit de Volkenbond tastte Hitler de vechtlust van de geallieerden af, waarna hij iedere keer verkondigde slechts Duitsland te verdedigen en vrede te willen. In 1936 herbezette Duitsland het Rijnland, waar de geallieerden niet op reageerden. In 1937 sloot Duitsland het Pact van Staal met Italië, en in 1938 wist men Anschluss te verwezenlijken: aansluiting van Oostenrijk met Duitsland. In september 1938 wist Hitler in de Conferentie van München Sudetenland van Tsjecho-Slowakije afhandig te maken en in maart 1939 vernietigde hij dit land geheel. Groot-Brittannië en Frankrijk besloten hierop de onafhankelijkheid van Polen te garanderen, maar Hitler wist hen via een niet-aanvalspact met de Sovjet-Unie te overtroeven. In dit zogenaamde Molotov-Ribbentrop pact was overigens al een geheime clausule over een toekomstige verdeling van Polen tussen de dictators Stalin en Hitler opgenomen. Op 1 september 1939 overschreden Duitse troepen na maanden van scheldpartijen en dreigementen de Poolse grens, waarmee het Interbellum eindigde en de Tweede Wereldoorlog zijn aanvang nam.

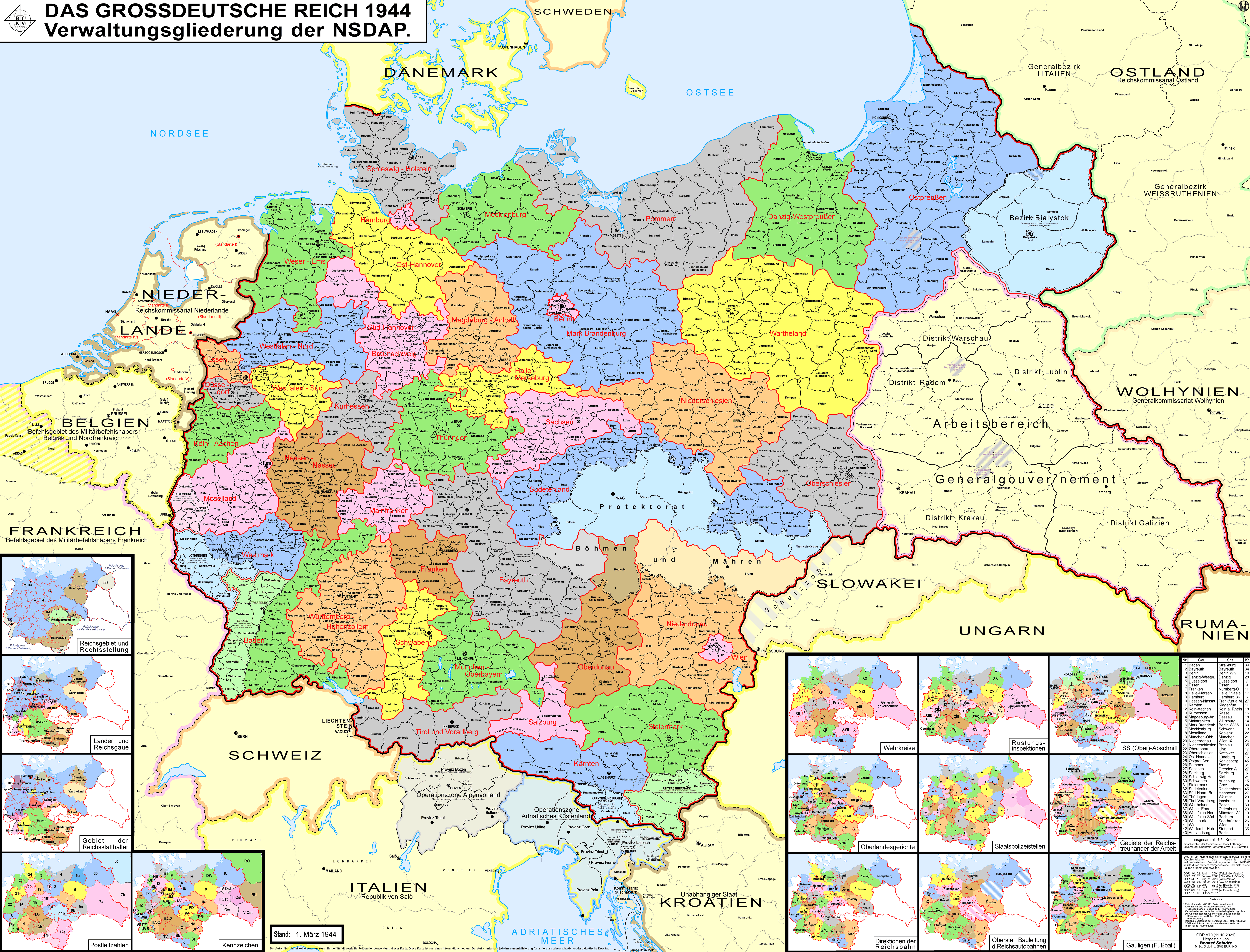
Het Groot-Duitse Rijk in 1944.

#### Tweede Wereldoorlog (1939-1945)
Met de aanval op Polen op 1 september 1939, overigens in samenwerking met de Russen die vanuit het oosten Polen binnenvielen, schond Duitsland het bestaande niet-aanvalsverdrag waarop het Verenigd Koninkrijk en Frankrijk de oorlog verklaarden. Deze landen vielen echter niet onmiddellijk aan, deze periode wordt de Schemeroorlog genoemd. De schemerperiode eindigde toen Duitsland op 9 april 1940 Denemarken en Noorwegen binnen viel. Denemarken bood geen verzet, Noorwegen werd te hulp gekomen door een Frans-Brits expeditiekorps dat echter bij de Noorse capitulatie op 9 juni zich terug moest trekken.
Op 10 mei viel Duitsland Frankrijk, België en Nederland aan. Nederland gaf zich na vijf dagen over, maar ook Frankrijk bezweek snel onder de inmiddels geoefende Duitse legers, de Blitzkrieg. In een eerste fase brak het Duitse leger snel door naar de kanaalkust en omsingelde daarmee het Britse expeditieleger. Van 26 mei tot 2 juni kon dat expeditieleger ontsnappen naar Engeland via de evacuatie uit Duinkerken. Daarna rukten de Duitsers verder zuidwaarts op, Parijs werd op 14 juni ingenomen en op 22 juni werd een wapenstilstand ondertekend.
Italië, bondgenoot als lid van de As Rome-Berlijn, verklaarde op 10 juni aan Frankrijk en Groot-Brittannië de oorlog en viel de volgende dag Frankrijk in het zuidoosten aan, om zich wat grondgebied toe te eigenen. Het Italiaanse leger werd daar echter teruggeslagen; op Duitse aandrang moest de Italiaanse dictator Mussolini zijn avontuur afblazen.
Na weigering van de Britten om op Duitse wapenstilstands voorstellen in te gaan besloot Hitler om ook Groot-Brittannië te bezetten. De Slag om Engeland (Battle of Britain) begon toen de Duitse Luftwaffe op 10 juli 1940 met luchtaanvallen begon om de heerschappij in de lucht boven Engeland te verwerven. Ondanks een kleinere luchtmacht wisten de Britten deze slag uiteindelijk te winnen. Operatie Seelöwe, de invasie van Engeland, werd "voorlopig" afgeblazen, maar Duitsland probeerde wel Engeland te versmachten met de Slag om de Atlantische Oceaan.
Op de Balkan was Italië ondertussen Griekenland binnengevallen, maar werd teruggedreven. Hierop viel Duitsland Joegoslavië in april 1941 binnen, om haar kwetsbare zuidgrens veilig te stellen, en veroverde dit land en Griekenland binnen enkele weken. Alleen op Kreta konden de Britten in mei 1941 nog enige tijd heftig verzet bieden. Ook in Noord-Afrika mislukte het Italiaanse offensief tegen de Britten en weerom moesten de Dutisers te hulp schieten. Begin 1941 werd Erwin Rommel met een klein expeditiekorps naar Libië gestuurd en opende Duitsland ook in Noord-Afrika een front.
Op 22 juni 1941 voerden de Duitsers onder de codenaam Operatie Barbarossa een verrassingsaanval uit tegen hun, nu voormalige, Sovjetbondgenoten. De oorspronkelijke bedoeling van de operatie was om voor de winter Europees Rusland te bezetten. Het Duitse leger behaalde aanvankelijk grote overwinningen, maar kon Moskou voor de winter niet innemen. Er werd een beleg voor Leningrad geslagen. De Duitse troepen, niet voorbereid op de winter, leden verschrikkelijk. Desondanks wisten zij een Russisch winteroffensief met weinig terreinverlies te doorstaan. In de zomer van 1942 wisten zij tegenover veel grotere sovjetlegers hun opmars te hervatten.
Na de Japanse aanval op de Amerikaanse marinebasis Pearl Harbor op 7 december 1941 werd Amerika betrokken in de strijd tegen de asmogendheden waardoor het Europees conflict een oorlog op wereldschaal werd.
Eind 1942 keerde het tij definitief. In het Middellandse Zee gebied werd het Duitse Afrikakorps bij El Alamein in oktober 1942 verslagen. De Amerikanen en Britten landden in Noord-Afrika in november 1942 (Operatie Toorts) en konden de asmogendheden in mei 1943 uit Noord-Afrika verdrijven. Daarna landden de geallieerden op Sicilië en in Italië waarop in september 1943 Italië capituleerde en Duitsland in allerijl ook daar een front moest openen. Aan het oostfront werd het Zesde Leger omsingeld in de Slag om Stalingrad en gaf zich op 2 februari 1943 over. Het gevreesde Duitse U-boot-wapen, dat zo'n zware tol had geëist van trans-Atlantische konvooien naar Engeland, werd in mei 1943 onder controle gebracht. deze tegenslagen leidden tot een massale mobilisatie van het Duitse volk voor de 'totale oorlog'.

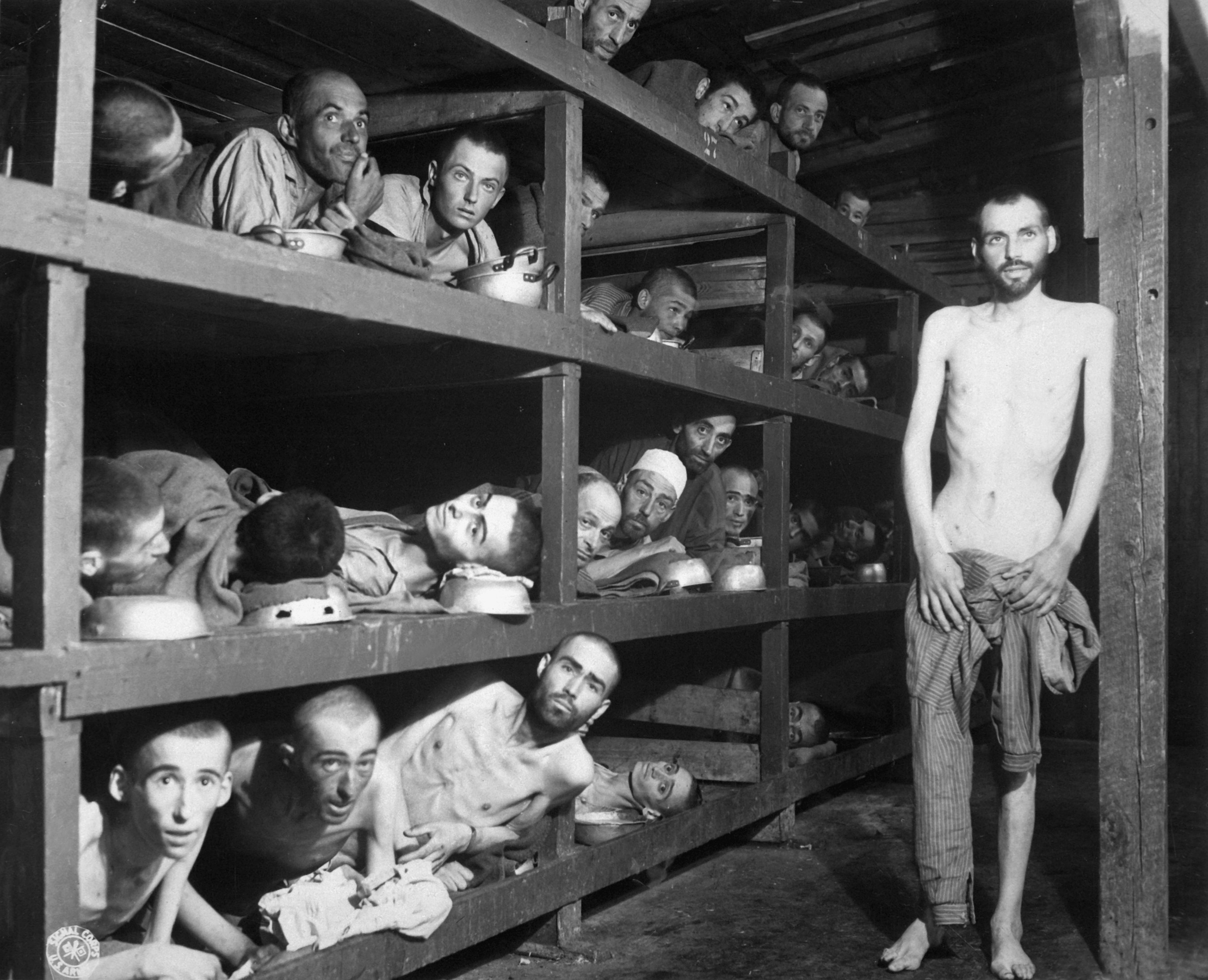
Zwaar ondervoede joodse gevangen in concenttratiekamp Buchenwald die bij de bevrijding op 16 april 1945 nog niet waren vermoord of door uitputting overleden.

Binnenlands was, onder andere door de zware vergeldingsmaatregelen, weinig verzet tegen het nazisme, maar dit was niet geheel afwezig. De oude Pruisische militaire staf was niet alleen ongelukkig met de wijze waarop Hitler steeds meer de militaire leiding van de oorlog naar zich toe trok, maar ze was ook verbolgen over de wijze waarop al bij de inval in Polen allerlei oorlogsmisdaden werden begaan. Een aanslag op Hitler door von Stauffenberg en de hierop volgende staatsgreep mislukten.
De rooms-katholieke bisschop van Münster, Clemens August von Galen, keerde zich moedig tegen het euthanasie-programma op onder andere invaliden en zwakbegaafden. Hiernaast was er verzet onder kunstenaars tegen de nazidictatuur. Uitingsmogelijkheden waren echter vrijwel afwezig.
In 1944 was duidelijk dat Duitsland de oorlog militair aan het verliezen was. Aan het oostfront rukten de Sovjetlegers op tot de grens met Polen. Op 6 juni openden de geallieerden een nieuw front in Frankrijk met de Landing in Normandië. Een laatste Duitse tegenaanval in het westen in december 1944, het Ardennenoffensief, mislukte. Nu ging het snel bergafwaarts met het naziregime: in januari 1945 werden de oostgrenzen overschreden door de Sovjets en even later deden de Amerikanen en Britten hetzelfde aan de westgrenzen. In april schudden de Sovjets en Amerikanen elkaar de hand aan de Elbe: Hitler trok zich terug in Berlijn en pleegde zelfmoord wanneer de Russen de stad innemen. In mei capituleerden de laatste restanten van het Duitse leger en was in Europa de oorlog voorbij.
De Duitse bevolking had ook te lijden onder het oorlogsgeweld. Door de dagelijkse bombardementen van de geallieerden op niet-militaire doelen, in het bijzonder op de grote Duitse steden, met het doel de bevolking in opstand te laten komen tegen de nazileiding of in elk geval te demoraliseren, kwamen 760.000 burgers om het leven en werden miljoenen woningen en andere gebouwen vernietigd.
Het latere opschuiven van de Duits-Poolse grens naar het westen bij het vredesverdrag betekende voor miljoenen (Heimatvertriebenen) verhuizing naar het westen, met talrijke doden als gevolg.

De bezettingszones in 1945.

### Na de nederlaag

#### Duitsland bezet (1945-1949)
In juli/augustus 1945 kwamen de overwinnaars van de oorlog in Potsdam samen (zie Conferentie van Potsdam), en werd de geallieerde bezetting in Duitsland met als verklaard doel de demilitarisatie, de denazificatie en de democratisering van het land, georganiseerd. Oostenrijk werd weer losgemaakt van Duitsland en voor eeuwig neutraal verklaard; tot op de dag van vandaag is het geen lid van een militair bondgenootschap. De gebieden ten oosten van de rivieren Oder en Neisse werden onder Pools bestuur geplaatst. De in het Westen tijdens de oorlog geannexeerde gebieden, het Franse Elzas-Lotharingen, de Belgische Oostkantons en het Groothertogdom Luxemburg kregen hun vooroorlogse status terug.
Het overblijvende deel van Duitsland werd in vier bezettingszones opgedeeld. De hoofdstad Berlijn werd in vier sectoren verdeeld. Voor het hele land werd het bestuur waargenomen door de Geallieerde Controleraad, en Berlijn werd bestuurd door een gemeenschappelijk stadsbestuur van de vier machten, met aan het hoofd een geallieerd commando. De herinrichting van de Duitse 'Länder' en democratische partijen begon.

De grote gebiedsverliezen van Duitsland in 1919 door toedoen van het Verdrag van Versailles en in 1945 door de Conferentie van Potsdam.

De bezettingsmachten gingen oorspronkelijk in hun eigen zones hun eigen weg, maar in het kader van het opkomende Oost-West conflict gingen de westelijke geallieerden meer en meer samenwerken. Begin 1947 sloten de Amerikaanse en Britse zones zich samen tot de zogenaamde 'Bizone' (in 1949 zou ook het door Frankrijk bezette gedeelte zich aansluiten om zo de 'Trizone' te vormen), en werd in het westen (de sovjet-bezettingszone moest onder druk van Stalin deze grootscheeps georganiseerde wederopbouwhulp weigeren) met de uitvoering van het Marshallplan begonnen. Met de 'Wirtschaftsrat' (Economische raad) werd een van de eerste West-Duitse bestuursorganen gevormd.
In 1947 vonden nog een paar pogingen plaats om voor het naoorlogse Duitsland een gemeenschappelijke toekomst te vinden, maar dit leidde tot niets. Daarna streefden de westelijke geallieerden ernaar in hun zones een West-Duitse staat op te richten.
Op 20 maart 1948 verlieten de Sovjets uit protest tegen de Londense zes-landen conferentie (VS, Groot-Brittannië, Frankrijk en de Benelux-landen) de geallieerde controleraad. De conferentie had tot doel de fundamenten voor een heropname van een Duitse, democratische staat in de volkerengemeenschap te leggen. Op deze conferentie werd een aantal documenten opgesteld, die op 1 juli 1948 in Frankfurt am Main aan de ministers-presidenten van de westelijke 'Länder' en de burgemeesters van Bremen en Hamburg overhandigd werden. In deze documenten, de zogenoemde Frankfurter Dokumente, worden de ministers-presidenten en burgemeesters gevraagd een grondwet voor een Duitse staat uit te werken, en wordt een aantal richtlijnen meegegeven waaraan deze grondwet moet voldoen.
Op 20 juni 1948 vond in de westelijke zones een grote munthervorming plaats: de D-mark werd ingevoerd. Deze munthervorming zou de basis leggen voor het latere Wirtschaftswunder. In de sovjet-zone werd daarop op 23 juni eveneens een nieuwe munt (de Oost-Duitse mark) ingevoerd. Toen de westelijke geallieerden op 24 juni de D-mark ook in West-Berlijn invoerden, reageerden de Sovjets met de blokkade van Berlijn, die tot mei 1949 zou duren. In die tijd werd het westelijke deel van de stad via een luchtbrug verzorgd.
Op 10 juli 1948 werd besloten door de ministers-presidenten, in het berghotel op de Rittersturz bij Koblenz, met de oprichting van de bondsrepubliek Duitsland te beginnen. In het "Altes Schloss Herrenchiemsee" kwam van 10 tot 23 augustus 1948 een "Sachverständigen-Ausschuss für Verfassungsfragen" samen, die een ontwerp-grondwet maakte, die later als discussiebasis door de Parlamentarische Rat gebruikt werd. De Parlamentarische Rat kwam op 1 september 1948 onder voorzitterschap van Konrad Adenauer in het Museum Alexander Koenig in Bonn voor het eerst samen. Alle volgende zittingen vonden in de aula van de Pädagogischen Akademie, het latere Bundeshaus, plaats. De raad werkte de grondwet verder uit.
Nadat alle Länder, met uitzondering van Beieren, de grondwet aanvaard hadden, en ze ook door de westelijke geallieerden goedgekeurd was, werd ze op 23 mei 1949 officieel geproclameerd. Hiermede was de Bondsrepubliek Duitsland een feit.

#### Bondsrepubliek Duitsland (1949-1990)
De Bondsrepubliek Duitsland was een federale parlementaire democratie en werd opgericht op 23 mei 1949 als samenvoeging van de Franse, Britse en Amerikaanse bezettingszones. Daartoe werden twee akkoorden gesloten, het Bezettingsstatuut, met nadruk op de binnenlandse bevoegdheden, en het Akkoord van Petersberg, als aanzet voor het buitenlands beleid. Bonn werd aangewezen als provisorische hoofdstad. De vroegere Duitse hoofdstad, Berlijn, werd eveneens verdeeld in een westelijk en een oostelijk deel. West-Berlijn was een westelijke enclave in de Duitse Democratische Republiek; Oost-Berlijn werd de hoofdstad van de DDR. Op 22 november 1949 voorzag het Akkoord van Petersberg een blauwdruk voor de eerste fase van de buitenlandse betrekkingen van de jonge republiek.
Het door de westelijke geallieerden bezette deel van Duitsland, in de vorm van de Bondsrepubliek, kreeg op 5 mei 1955 een groot deel van haar soevereiniteit terug via de Verdragen van Parijs. Het grootste gedeelte van het vroegere bezettingsleger werd echter niet teruggeroepen, voornamelijk om het land te beschermen tegen de bedreiging van de Sovjet-Unie. De Bondsrepubliek werd een van de oprichters van de EEG en trad toe tot de NAVO op 9 mei 1955. De Bondsrepubliek kreeg een eigen leger, de Bundeswehr, dat rechtstreeks onder het commando geplaatst werd van de NAVO. Zij werd een frontlijnstaat in de Koude Oorlog door haar belangrijke positie tussen de landen van het Warschaupact.

#### Duitse Democratische Republiek (1949-1990)
De DDR, ook wel Oost-Duitsland genoemd, ontstond uit de Russische bezettingszone. Eind mei 1949 vond in de Sovjet-bezettingszone SBZ het 3e Duitse Volkscongres plaats. De leden kozen de 2e Duitse Volksrat als orgaan. Het volkscongres nam de grondwet voor een Deutsche Demokratische Republik eenstemmig aan. Op 7 oktober werd de DDR opgericht. De deling van Duitsland was een feit.
De DDR kreeg een Volkskammer. Deze koos Wilhelm Pieck tot president en Otto Grotewohl tot minister-president. Tot 1971 oefende de algemeen secretaris van de SED, Walter Ulbricht, de feitelijke macht in de DDR uit. Als hoofdstad fungeerde Oost-Berlijn, hoewel Berlijn als geheel formeel onder het bezettingsstatuut bleef vallen.
In februari 1950 werd het ministerie voor de staatsveiligheid, beter bekend als de "Stasi", opgericht. In juli werd de Oder-Neiße-Linie als Poolse westgrens per verdrag vastgelegd. Op 15 oktober vonden de eerste Volkskammerverkiezingen plaats. De één partij lijst voor het Nationaal Front kreeg volgens officiële opgaven 99,3% van de stemmen. De kiespraktijk van een één partij lijst bleef tot 1989 bestaan.
Op 1 januari 1951 begon het eerste vijfjarenplan. In het voorjaar van 1952 werd over de Stalin-Nota gedebatteerd. Eind april werd het eerste Volkseigenen Betriebe (VEB) opgericht en eind juni het eerste LPG.
In mei 1953 besloot de SED tot verhoging van de arbeidsnormen. Dit riep weerstand op. Het poliburo van de SED oefende zelfkritiek uit en kwam met een "nieuwe koers". Op 17 juni kwam het tot een volksopstand, die met behulp van Sovjettroepen werd neergeslagen.
In de periode van 1949 tot 1961 ontvluchtten ca. 3 miljoen mensen de DDR. Om een verder leegbloeden van de DDR te verhinderen, sloot de DDR op 13 augustus 1961 de grens met West-Berlijn door de Berlijnse Muur af.
Aan het begin van de jaren zeventig kwam het tot een toenadering tussen de DDR en de Bondsrepubliek, geïnitieerd door bondskanselier Willy Brandt. In 1973 kwam het via het Grundlagenvertrag tot een regeling van de onderlinge betrekkingen tussen de Bondsrepubliek en de DDR. De Sovjet-Unie liet in mei 1971 de eigenzinnige Walter Ulbricht afzetten, hij werd als secretaris van de SED opgevolgd door Erich Honecker.
De DDR en de Bondsrepubliek werden in 1973 lid van de VN. Op 1 augustus 1975 werd door beide staten ook de slotakte van Helsinki ondertekend. Het ontnemen van het staatsburgerschap aan Wolf Biermann in november 1976 leidde vooral onder kunstenaars in de DDR tot protesten.
In 1983 ontving de DDR door bemiddeling van de Beierse minister-president Franz Josef Strauß een miljardenkrediet om haar stabiliteit te verzekeren. In september 1987 vond het eerste staatsbezoek van Erich Honecker aan de Bondsrepubliek plaats.
In de zomer en herfst van 1989 vluchten steeds meer DDR-burgers via Hongarije, dat op 2 mei zijn grens met Oostenrijk geopend had, naar de Bondsrepubliek.
De zich verslechterende economische omstandigheden en de vervlogen hoop op meer vrijheid leidde in het na de vredesgebeden van de Evangelisch-Lutherse Kerk tot protestdemonstraties die vooral in Leipzig zeer snel tot grote, vreedzame demonstraties uitgroeiden.
Op 18 oktober trad Honecker af, enkele dagen later gevolgd door de gehele DDR-regering.
Op 9 november werd de Berlijnse Muur geopend. De vreedzame maandagavonddemonstraties door de DDR-bevolking leidden hierna tot de ineenstorting van het SED-regime.
Op 3 oktober 1990 werd het Einigungsvertrag, dat de opname van de Oost-Duitse deelstaten in de Bondsrepubliek regelde, getekend.

### Bondsrepubliek Duitsland (1990-heden)
Na de val van de Berlijnse Muur op 9 november 1989 werd de hereniging van de beide Duitslanden snel geregeld. Dit werd in september 1990 geregeld via het verdrag inzake de afsluitende regeling met betrekking tot Duitsland en formeel voltrokken op 3 oktober 1990. Duitsland herkreeg zijn volledige soevereiniteit en de vier bezettende machten trokken zich officieel terug op 15 maart 1991.

#### Helmut Kohl
In december 1990 vond voor de eerste keer de verkiezing van de gezamenlijke bondsdag plaats. Helmut Kohl bleef Bondskanselier en werd ook in 1994 herkozen.
In het oude Oost-Duitsland is sinds de Wende enorm geïnvesteerd in verbetering van de infrastructuur, en enkele regio's hebben zich goed ontwikkeld. Desondanks is de werkloosheid hier hoog. Dit heeft tot gevolg dat veel jonge mensen naar het westen van Duitsland trekken. Het heeft rechts-extremistische tendensen versterkt. Ook de opvolger van de SED, de PDS (sinds 17 juli 2005 hernoeming: "Die Linke") heeft veel aanhang.
In 1991 werd tot verhuizing van de regering van Bonn naar Berlijn besloten, een verhuizing die in 1999 werd afgesloten. 1994 zag Roman Herzog als opvolger van Richard von Weizsäcker als Bondspresident. Hij werd in 1999 door Johannes Rau opgevolgd, die in 2004 door Horst Köhler werd afgelost. Sinds het aftreden van Christian Wulff is Joachim Gauck de Duitse Bondspresident.
Met de ondertekening van het Verdrag van Maastricht werd de Europese Gemeenschap in de Europese Unie omgezet. Deze heeft duidelijk veel verder gaande doelstellingen. Het resulteerde in onder andere de invoering van de euro en het opstellen van een grondwet, die als doel een verenigd Europa heeft.
Gedurende de laatste jaren wordt de roep om en eigen zetel van Duitsland in de VN-veiligheidsraad steeds sterker. Een roep die buiten de Duitse grenzen vaak kritisch bekeken wordt en vanwege de minder goede betrekkingen tussen Duitsland en de Verenigde Staten door velen als niet realistisch gezien wordt. Na de hereniging heeft de Bundeswehr in internationaal verband voor het eerst acties buiten haar eigen landsgrenzen uitgevoerd in Joegoslavië en Afghanistan.

#### Gerhard Schröder (1998-2005)
Bij de Bondsdagverkiezingen van 1998 werd de coalitie van CDU/CSU-FDP onder Kohl door de Nedersaksische minister-president Gerhard Schröder afgelost. Oorzaak was onder andere de grote achterstand in sociaal-economische hervormingen. Het was de eerste echte verkiezingsnederlaag van een Duitse bondsregering. Bij voorgaande machtswisselingen was er altijd sprake van een wisseling van coalitiepartners.
De nieuwe regering van de SPD en Bündnis 90/Die Grünen voerde ook een aantal veranderingen door, maar deze werden zodanig afgezwakt, dat de werking zeer omstreden is. Met de veiling van de UMTS-licenties in 2000 vloeide geld in de staatskas, maar hierna steeg het begrotingstekort.
Op 1 januari 2002 werd de euro als betaalmiddel ingevoerd. Bij de Bondsdagverkiezingen in 2002 werd de coalitie voortgezet, hoewel met een kleine minderheid. De overstromingen van Elbe en Donau richtten in augustus 2002 grote schade aan.
In de herfst 2004 werd het Verdrag tot vaststelling van een Grondwet voor Europa ondertekend. Mede door een verandering in de tellingsystematiek kwam in januari 2005 het aantal werklozen boven de 5 miljoen uit; in 2010 waren dit er 3,4 miljoen.
Sinds de terreuraanslagen op het World Trade Center op 11 september 2001 ziet Duitsland zich voor nieuwe uitdagingen geplaatst. Na de oorlog van de Verenigde Staten tegen Afghanistan in 2002 zijn er soldaten van de Bundeswehr in Afghanistan gestationeerd. Duitsland verzette zich tegen de inval van de Verenigde Staten in Irak in 2003 en heeft daaraan dan ook niet meegewerkt.

#### Angela Merkel (2005-2021)
Onder bondskanselier Angela Merkel (CSU) kreeg ook Duitsland sinds 2013 te maken met de Europese vluchtelingencrisis. Aan Merkels uitspraak 'Wir schaffen das' in augustus 2015 werd internationaal aandacht besteed.

#### Olaf Scholz (2021-)
Op 8 december 2021 werd de voormalige minister van Financiën uit het Kabinet-Merkel IV verkozen tot Bondskanselier van Duitsland.